# 東寺
東寺（とうじ）は、京都市南区九条町にある、東寺真言宗総本山の日本の仏教寺院。山号は八幡山。本尊は薬師如来。真言宗の根本道場であり、教王護国寺（きょうおうごこくじ）とも呼ばれる（名称については「寺号」の節を参照）。寺紋は雲形紋（東寺雲）。食堂（本尊・十一面観音）は洛陽三十三所観音霊場第23番札所。
創建由来は、平安京鎮護のための朝廷の官寺として建立が始められた後、嵯峨天皇より空海（弘法大師）に下賜され、真言密教の根本道場として栄えた。このため国宝や重要文化財を含む文化財が多数残る。明治維新まで、東寺の長官である4人の東寺長者は真言宗の最高位であり、中でも長者の筆頭である東寺一長者は律令制における仏教界の首座である法務も兼任する慣例だった。中世以降の東寺は弘法大師に対する信仰の高まりとともに「お大師様の寺」として庶民の信仰を集めるようになり、21世紀の今日も京都の代表的な名所として存続している。1934年（昭和9年）に国の史跡に指定、1994年（平成6年）には「古都京都の文化財」の構成資産として世界文化遺産の一つに登録された。

## 寺号
この寺には「東寺」および「教王護国寺」という2つの名称があり、百科事典等でも東寺を見出し語とするものと教王護国寺を見出し語とするものがある。さらに正式名として「金光明四天王教王護国寺秘密伝法院」と「弥勒八幡山総持普賢院」の2つの名称がある。宗教法人としての登録名は「教王護国寺」である。
「教王」とは王を教化するとの意味であり、教王護国寺という名称には、鎮護国家の密教寺院という意味合いが込められている。宗教法人としての名称が教王護国寺であるため、寺内にある建造物の国宝・重要文化財を指定する『官報』告示の名称は「教王護国寺五重塔」等となっている。ただし、「東寺」も単なる通称・俗称ではなく、創建当時から使用されてきた歴史的名称である。平安時代以降近世まで、公式の文書・記録等には原則として「東寺」という表記が用いられ、それが正式名称であり、「教王護国寺」という呼称は特殊な場合以外には用いられなかった。平安時代の公式の記録や信頼できる文書類には「教王護国寺」という名称は一切見えず、すべて「東寺」である。正式の文書における「教王護国寺」の初出は仁治元年（1240年）である。国宝に指定されている後宇多天皇の宸翰『東寺興隆条々事書』（延慶8年（1308年））、後宇多天皇宸翰『庄園敷地施入状』、豊臣秀吉が2,030石の知行を認めた天正19年（1591年）の朱印状など、寺の歴史に関わる最重要文書にも明確に「東寺」と表記されている。現代においても、南大門前の石柱には「真言宗総本山 東寺」とあり、南大門、北大門、慶賀門などに掲げられた寺名入りの提灯には「東寺」とあり、宝物館の名称を「東寺宝物館」とするなど、寺側でも通常は東寺の呼称を使用している。
本項では以下、「東寺」の表記を用いる。

## 歴史
8世紀末、平安京の正門にあたる羅城門の東西に「東寺」と「西寺」 という2つの寺院の建立が計画された。これら2つの寺院は、それぞれ平安京の左京と右京を守る王城鎮護の寺、さらには東国と西国とを守る国家鎮護の寺という意味合いを持った官立寺院であった。
南北朝時代に成立した、東寺の記録書『東宝記』によれば、東寺は平安京遷都後まもない延暦15年（796年）、藤原伊勢人が造寺長官（建設工事責任者）となって建立したという。藤原伊勢人については、公式の史書や系譜にはその名が見えないことから、実在を疑問視する向きもあるが、東寺では古くからこの延暦15年（796年）を創建の年としている。それから二十数年後の弘仁14年（823年）、真言宗の宗祖である空海（弘法大師）は、嵯峨天皇から東寺を下賜され、真言密教の根本道場としたと『弘法大師二十五箇条遺告』（御遺告）に記されている。この時から東寺は国家鎮護の官寺であるととも真言密教の根本道場となった。
東寺は平安時代後期には一時期衰退するが、鎌倉時代からは弘法大師信仰の高まりとともに「お大師様の寺」として、皇族から庶民まで広く信仰を集めるようになる。中でも空海に深く帰依したのは後白河法皇の皇女である宣陽門院であった。宣陽門院は霊夢のお告げに従い、東寺に莫大な荘園を寄進した。また、「生身供」（しょうじんく、空海が今も生きているがごとく、毎朝食事を捧げる儀式）や「御影供」（みえく、毎月21日の空海の命日に供養を行う）などの儀式を創始したのも宣陽門院であった。空海（弘法大師）が今も生きているがごとく朝食を捧げる「生身供」の儀式は、21世紀の今日も毎日早朝6時から東寺の西院御影堂で行われており、善男善女が参列している。また、毎月21日の御影供の日には東寺境内に骨董市が立ち「弘法市」「弘法さん」として親しまれている。
中世以後の東寺は後宇多天皇、後醍醐天皇、足利尊氏など、多くの貴顕や為政者の援助を受けて栄えた。文明18年（1486年）に発生した土一揆のために金堂や講堂、南大門などの主要堂塔のほとんどが焼失したが、延徳3年（1491年）には講堂が再建されている。
天正19年（1591年）、豊臣秀吉により2,030石の知行が認められている。また、金堂は慶長8年（1603年）に豊臣秀頼の寄進により、片桐且元を奉行として再建されている。五重塔は寛永21年（1644年）に徳川家光によって再建が行われた。
1868年（明治元年）10月21日、東大門から出火して焼失。1895年（明治28年）には、豊臣秀頼が慶長6年（1601年）に建てた三十三間堂の西大門を、東寺の南大門（重要文化財）として移築している。
1943年（昭和18年）、玉体安穏と敵国降伏の祈願が行われた。
何度かの火災を経て、東寺には創建当時の建物は残っていないが、南大門・金堂・講堂・食堂（じきどう）が南から北へ一直線に整然と並ぶ伽藍配置や、各建物の規模は平安時代のままである。
なお、東寺の執行は代々にわたって空海の母方の叔父である阿刀大足の子孫が、弘仁14年（823年）から1871年（明治4年）まで務めた。

## 金堂

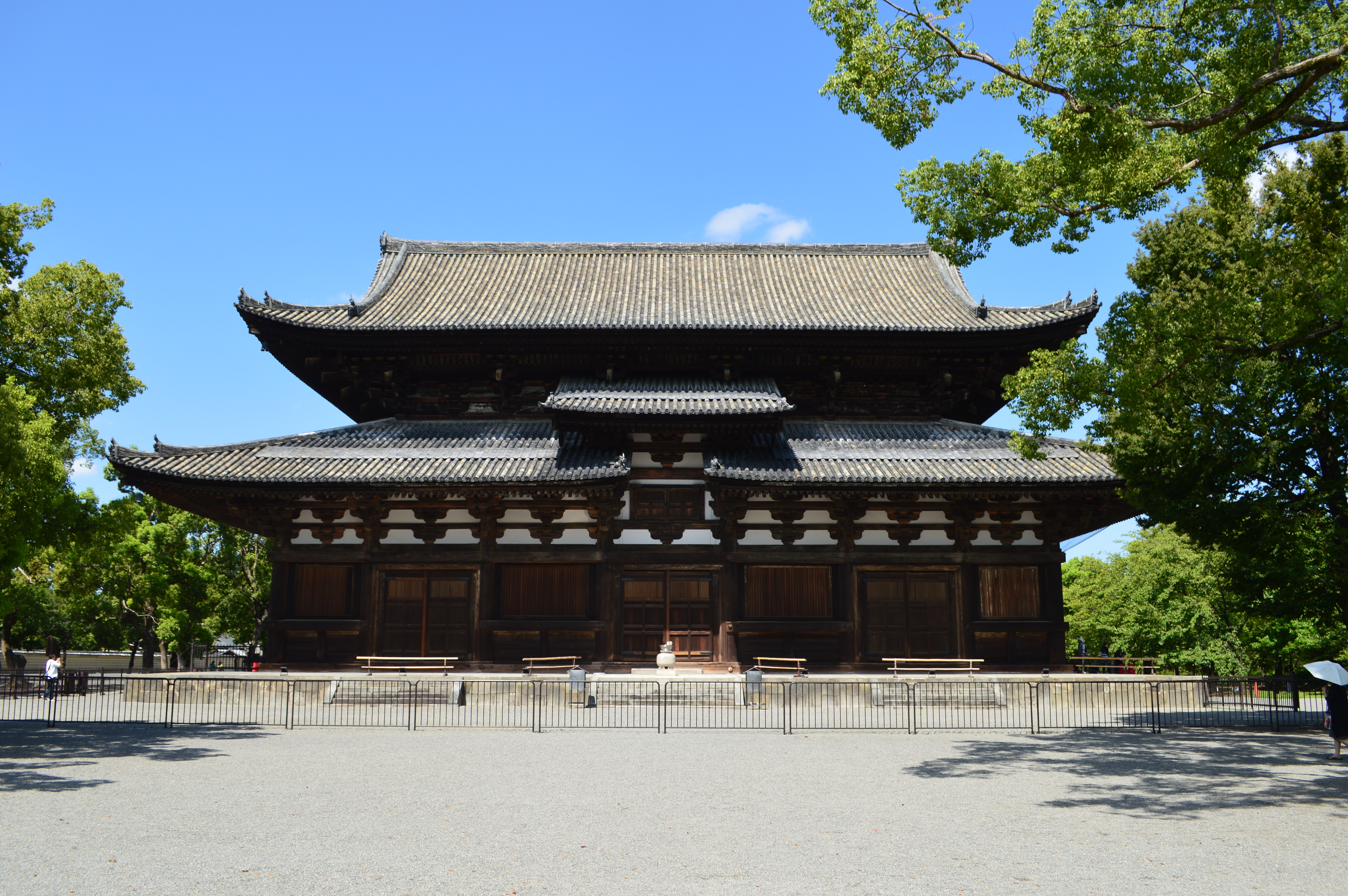
金堂（国宝）

国宝。東寺の中心堂宇で諸堂塔のうち最も早く建設が始められ、東寺が空海に下賜された弘仁14年（823年）までには完成していたと推定される。当初の堂は文明18年（1486年）の土一揆で焼失し、その後1世紀近く再建されなかった。現存の建物は慶長8年（1603年）に豊臣秀頼の寄進により、片桐且元を奉行として再建された。入母屋造本瓦葺きで、外観からは二重に見えるが一重裳階（もこし）付きである。建築様式は和様と大仏様（天竺様）が併用され、貫や挿肘木を多用して高い天井を支える点に大仏様の特色が見られる。内部は広大な空間の中に本尊の薬師如来坐像と日光菩薩、月光菩薩の両脇侍像が安置されている。
なお、金堂は豊臣秀吉の造立した方広寺初代大仏殿（京の大仏）を模したものとの伝承がある。秀吉の造立した方広寺大仏殿を描いた絵図資料として、慶長11年（1606年）作とされる狩野内膳の『豊国祭礼図屏風』があるが、それに描かれた大仏殿の外観と東寺金堂の外観が極めて類似している。金堂には大仏殿のように、堂外から内部に安置されている仏像の御顔を拝顔できるようにする観相窓が設けられているが、それの高さは、安置されている薬師如来の御顔の高さと合っていないので、窓を開けても如来の光背しか見えず、観相窓としては無用の代物になってしまっているという 。ただし明かり取り窓としては機能しているという。これは本来この建物のデザインは、大仏を安置するために意匠されたもので、丈六の薬師如来像を安置するために意匠されたものではない（東寺のために意匠されたものではない）ためとされている。江戸時代に刊行された『都名所図会』には金堂について「本尊は薬師仏、脇士は日天・月天なり。焼失の後、豊臣秀頼公の再建なり。洛東大仏殿の模形なり。」と記されている。
金堂の修理工事では、金堂の棟札が確認された。それには豊臣秀頼の寄進によることや片桐且元を奉行として造立工事がなされたことが記されていた。また方広寺の鐘銘に類似した「国家太平 臣民快楽」の文言の記載があった。方広寺の鐘銘では「国家安康 君臣豊楽」と刻字され、それが徳川家康の諱を分断して呪詛し、豊臣を君主とする意図があると徳川方に解釈され、方広寺鐘銘事件さらには大坂の陣での豊臣家滅亡に発展してしまったことは周知の通りである。
- 木造薬師如来および両脇侍像（重要文化財）：像高は中尊（薬師如来）が288センチメートル、左脇侍（向かって右）の日光菩薩が290センチメートル、右脇侍（向かって左）の月光菩薩が289センチメートル。中尊が座す裳懸座の腰回りに12体の十二神将像が立つ。三尊像は寄木造、漆箔仕上げ、玉眼（眼の部分に水晶を嵌め込む）。台座に付属する十二神将像は寄木造、彩色、玉眼。中尊の像内納入の木札、十二神将像の像内銘や納入品、及び、東寺長者を務めた義演の日記である『義演准后日記』の記載などから、この三尊像は慶長7年から同9年（1602年 - 1604年）にかけて、七条大仏師康正が康理、康猶、康英らとともに制作したことがわかる。中尊の台座を蓮華座でなく裳懸座とする点、中尊が左手に薬壺（やくこ）を持たない点などは古い要素で、本像が平安時代前期の当初像の形制にならって制作されたことを窺わせる（薬師如来の像は、左手に薬壺を捧持する形が一般的だが、奈良市の薬師寺にある金堂薬師如来像（奈良時代）のような古像は薬壺を持っていない）[10]。

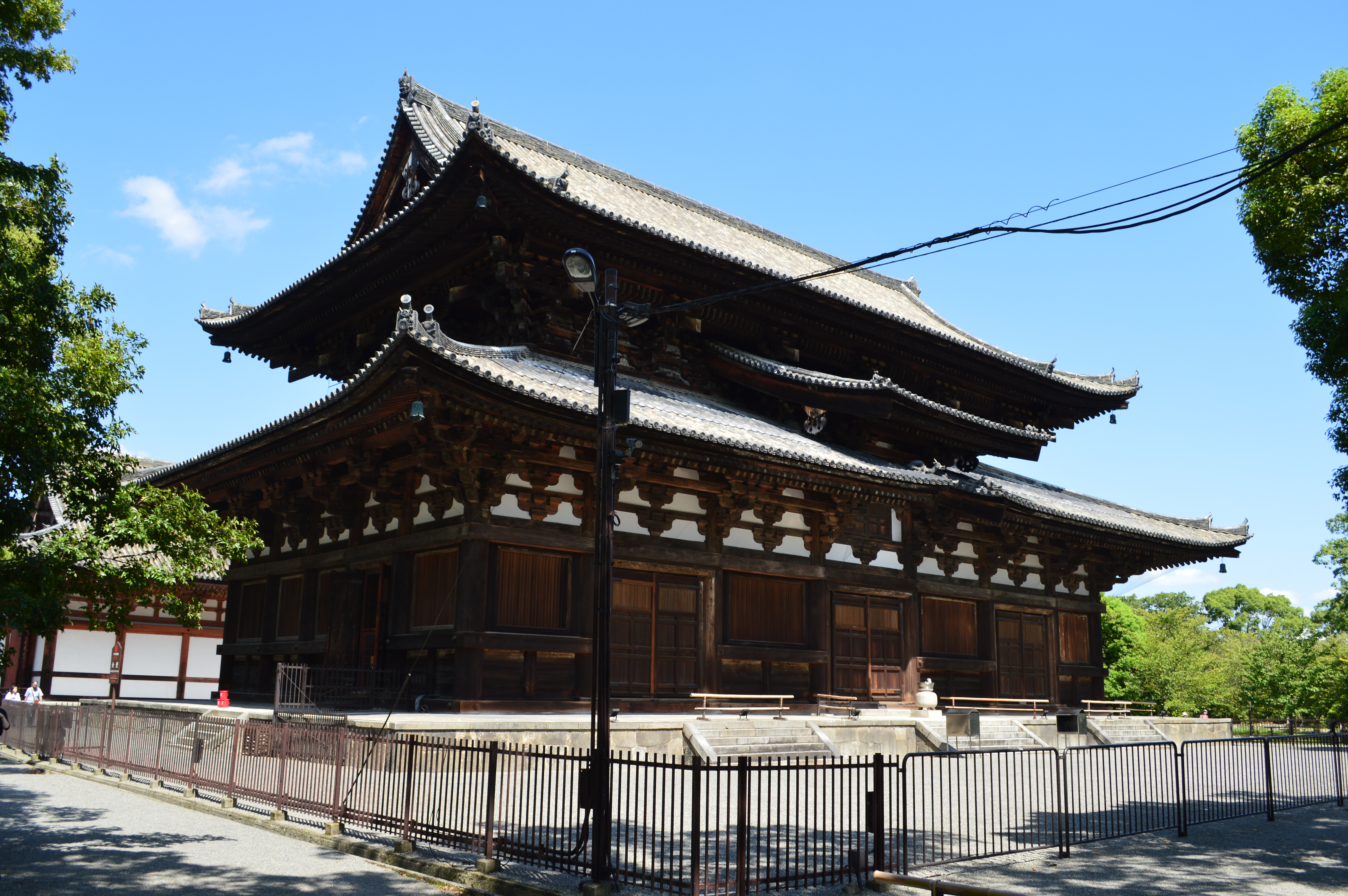
金堂
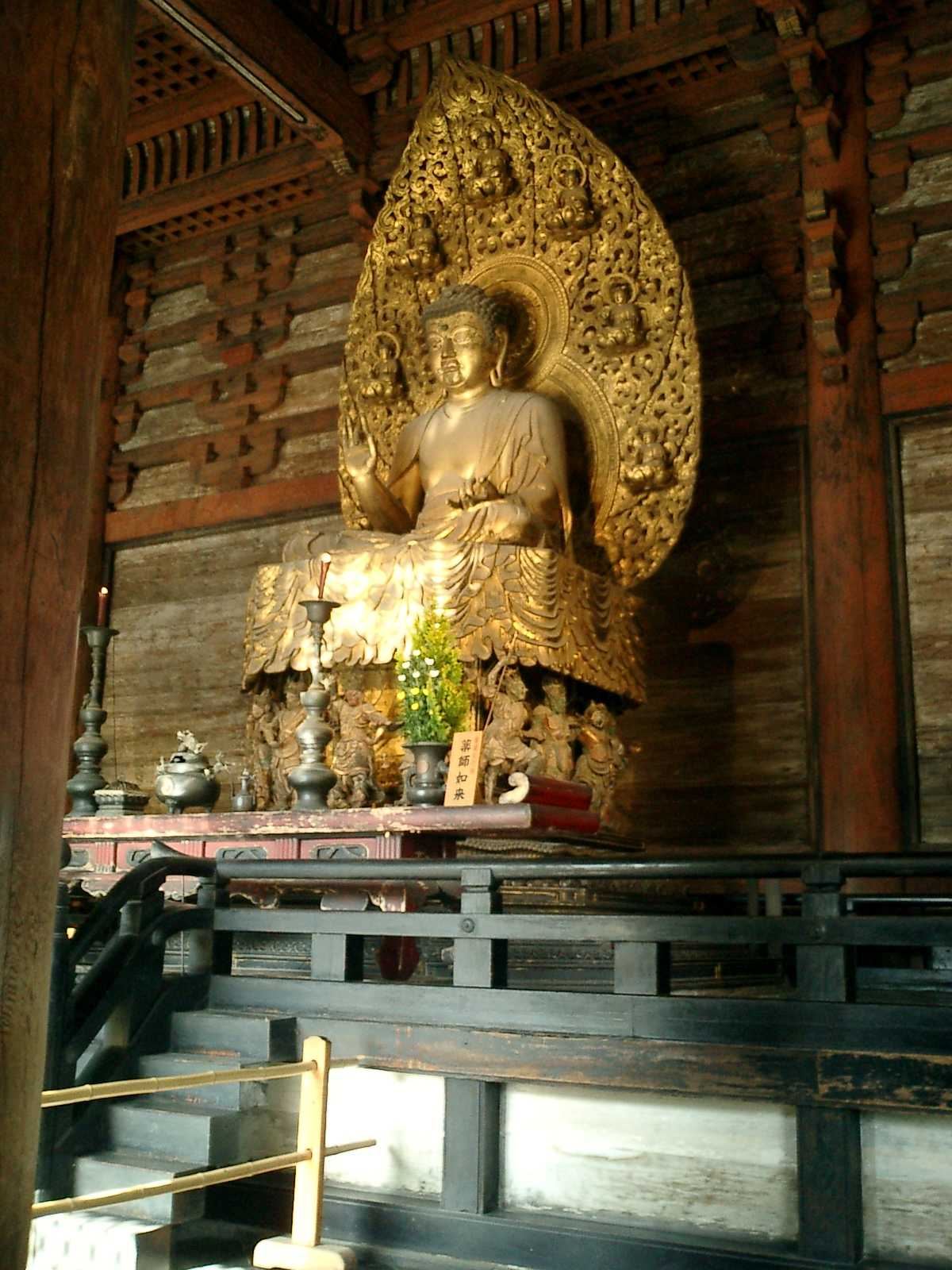
金堂本尊・薬師如来坐像
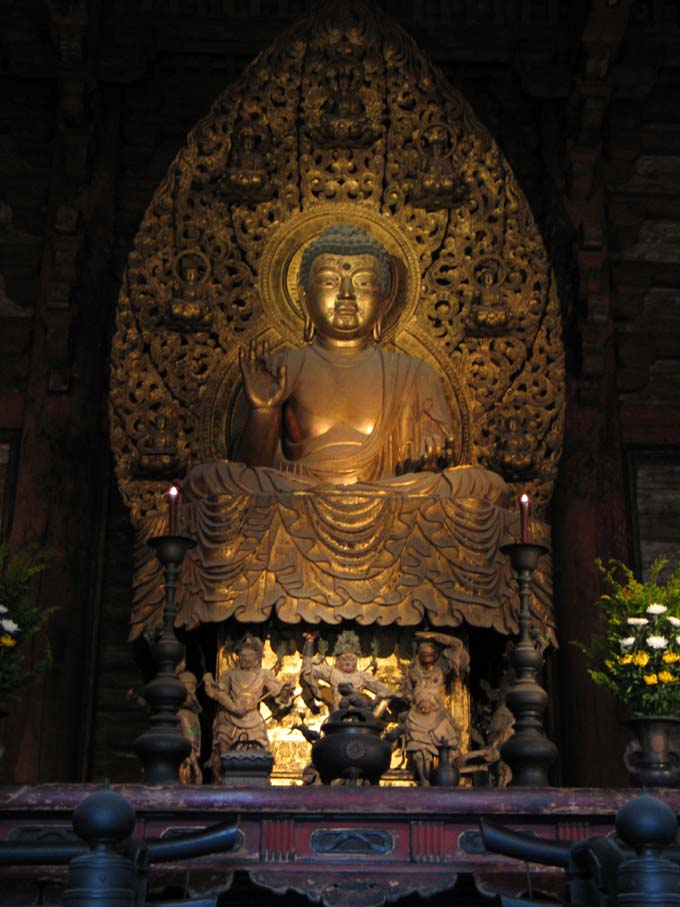
金堂本尊・薬師如来坐像
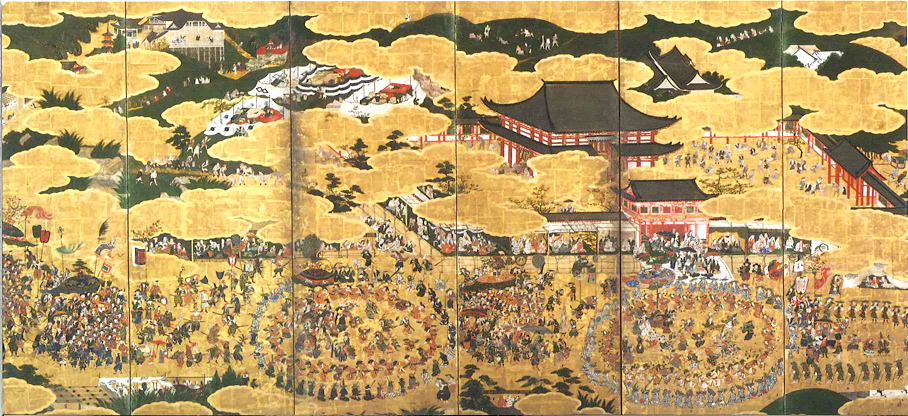
慶長11年（1606年）作の『豊国祭礼図屏風』。方広寺大仏殿が描かれている。

## 講堂

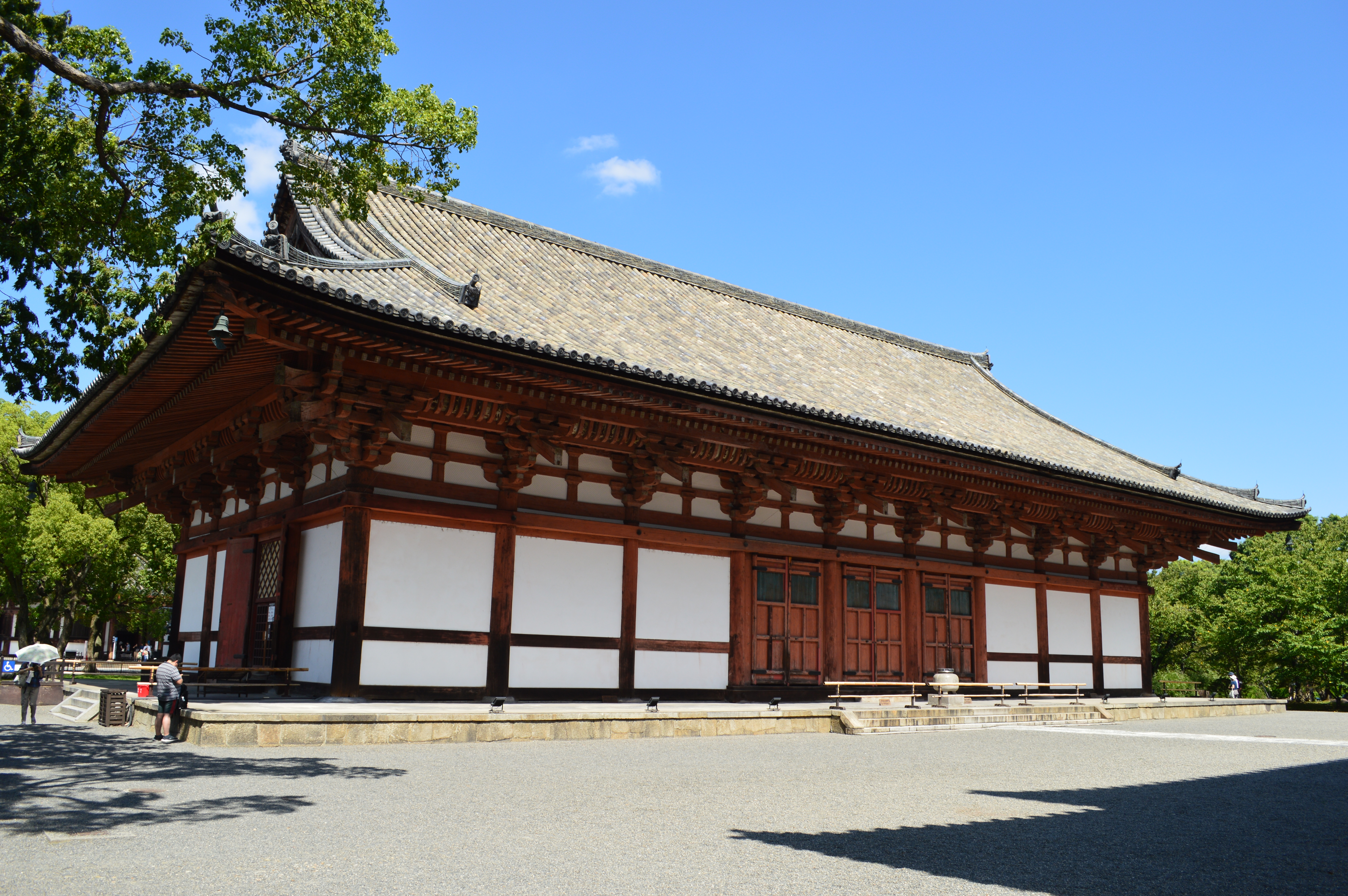
講堂（重要文化財）

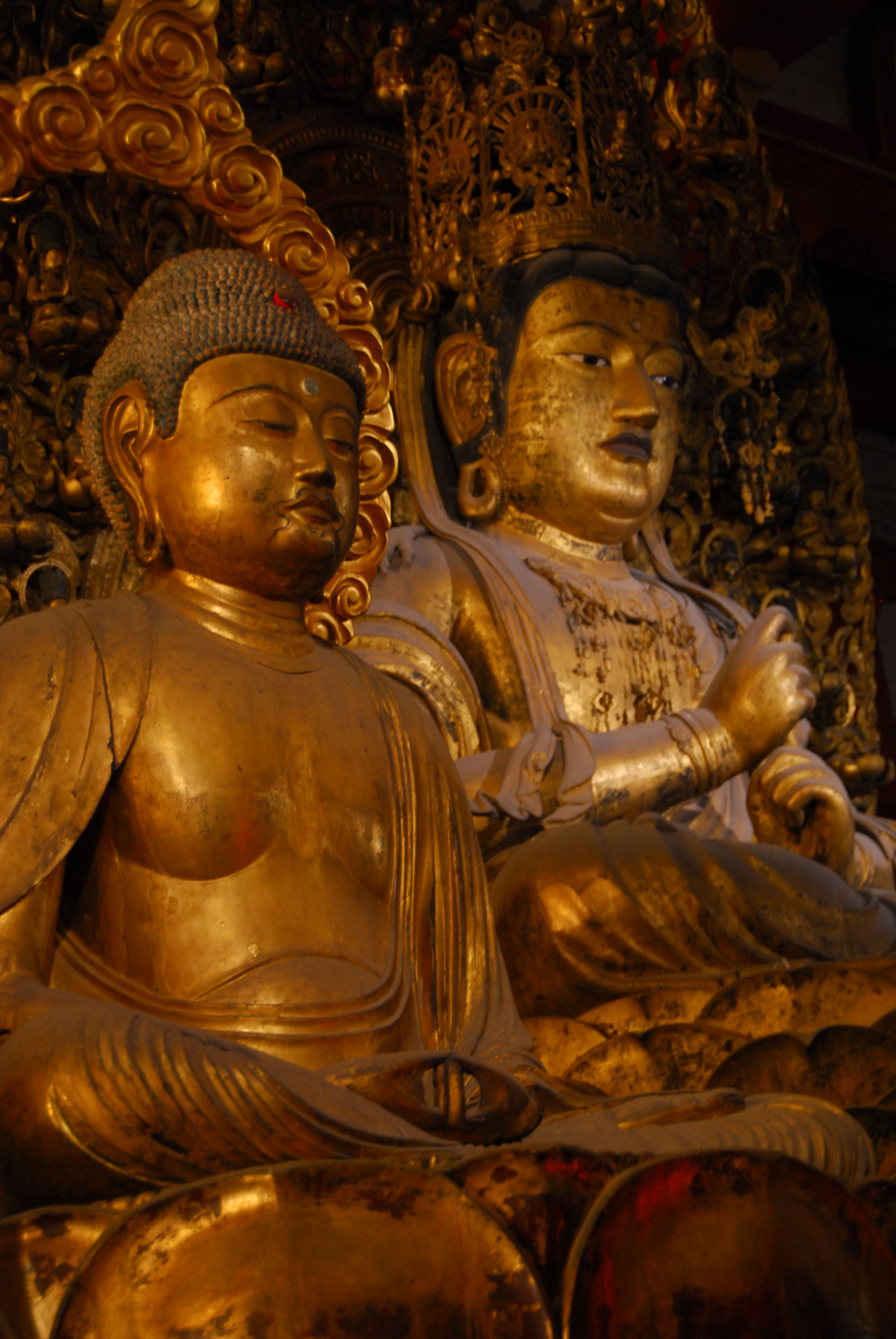
五仏（講堂安置）のうち大日如来と阿弥陀如来（手前）

重要文化財。金堂の背後（北）に建つ。東寺が空海に下賜された弘仁14年（823年）にはまだ建立されておらず、天長2年（825年）に空海により着工されて、承和6年（839年）に完成した。この頃は講堂と金堂の周囲を廻廊が巡る形をとっていた。この創建当初の堂は文明18年（1486年）の土一揆による火災で焼失するが、わずか5年後の延徳3年（1491年）に再建されている。単層入母屋造で純和様である。金堂が顕教系の薬師如来を本尊とするのに対し、講堂には大日如来を中心とした密教尊を安置し、立体曼荼羅を構成する。

### 立体曼荼羅
講堂の須弥壇中央には大日如来を中心とする五体の如来像（五仏、五智如来）、向かって右（東方）には金剛波羅密多菩薩を中心とする五体の菩薩像（五大菩薩、五菩薩）、向かって左（西方）には不動明王を中心とした五体の明王像（五大明王）が安置されている。また、須弥壇の東西端にはそれぞれ梵天・帝釈天像、須弥壇の四隅には四天王像が安置されている。以上、全部で21体の彫像が整然と安置され、羯磨曼荼羅（立体曼荼羅）を構成している。これら諸仏は、日本最古の本格的な密教彫像であり、空海没後の承和6年（839年）に開眼供養が行われているが（『続日本後紀』）、全体の構想は空海によるものとされる。21体の仏像のうち、五仏のすべてと五大菩薩の中尊像は室町時代から江戸時代の補作であるが、残りの15体は講堂創建時の像である。
これら21体の仏像群からなる立体曼荼羅（以下「講堂立体曼荼羅」）については、他に例のない尊像構成であることから、空海がいずれの経典に基づき、どのような意図で構想したものか明らかでなく、その教理的背景については古くから論争がある。
講堂立体曼荼羅の表す意味について、東密（真言系密教）では古くから「仁王経曼荼羅」（にんのうぎょうまんだら）を表したものであると伝承されてきた。仁王経曼荼羅とは、鎮護国家を祈念する修法である仁王経法の本尊となるもので、『仁王念誦儀軌』を所依経典とする。しかし、講堂立体曼荼羅の尊像構成は『仁王念誦儀軌』だけでは説明がつかない。建築史家の足立康は1940年の論文で、講堂立体曼荼羅は特定の一つの経典に基づくものではなく、『金剛頂経』『仁王経』等から空海が適宜選択した尊像を組み合わせたものであるとした。仏教学者の高田修は、足立説を発展させ、講堂立体曼荼羅は金剛界法と仁王経法に基づく二元的構想によるものであるとし、21体のうちの主要15尊（五仏、五菩薩、五明王）については三輪身説（さんりんじんせつ）に基づいて配置されたものであるとした。三輪身とは、自性輪身（じしょうりんじん）、正法輪身（しょうぼうりんじん）、教令輪身（きょうりょうりんじん）を指し、三輪身説とは、真理そのものである自性輪身が五仏、五仏の慈悲の姿である正法輪身が五菩薩、五仏が忿怒をもって救い難い衆生を導こうとする姿である教令輪身が五明王にあたるとする説である。美術史家の石田尚豊は高田説をおおむね支持したうえで、『摂無碍経』（しょうむげきょう）との関係を強調した。
以上のような、金剛界法と仁王経法にまたがる二元的曼荼羅という説は長らく支持されてきたが、三輪身説との関連については、この説の成立が平安時代末期の12世紀に下り、空海の時代にはなかった思想であるとして、疑問が呈されていた。2009年（平成21年）には原浩史により講堂立体曼荼羅に関する新説が提示された。原は、平安時代に東寺講堂で仁王経法が修された形跡のないことなどから、従来の説には疑問があるとし、講堂立体曼荼羅は、広義の『金剛頂経』に基づくものであるとした。ここでいう広義の『金剛頂経』とは、『金剛頂経』系の諸経の総称であり、空海の時代にはいまだその全貌が知られていなかったが、原の説では、空海は自らの理解した『金剛頂経』に基づいて主要十五尊の選択・構成を行ったとする。

### 諸仏
- 五仏坐像（重要文化財）：金剛界大日如来を中心とし、周囲に宝生如来、阿弥陀如来、不空成就如来、阿閦如来を配す。大日如来像は明応6年（1497年）、仏師康珍の作。宝生如来、不空成就如来、阿閦如来の各像は江戸時代の作で、阿弥陀如来像は頭部のみ平安時代の古像のものを流用し、体部は江戸時代の作である。「木造大日如来坐像 附 金剛界四仏坐像」として重要文化財に指定され、大日如来以外の4躯は重要文化財の附（つけたり）指定とされている。大日如来像は像高285センチメートル。像内銘と『東寺長者補任』の記載等から、明応2年から同6年（1493 - 1497年）にかけて、東寺大仏師康珍によって造立されたことがわかる。寄木造、漆箔仕上げ、玉眼（眼の部分に水晶を嵌め込む）。光背には37体の化仏（けぶつ、小型の仏像）があるが、これは金剛界曼荼羅成身会（じょうじんね）の三十七尊を表したもの。大日如来自体は室町時代の作だが、化仏37体のうちの1体は創建期の平安時代前期（9世紀）のものである[17]。
- 五大菩薩坐像（国宝）：金剛波羅蜜菩薩（金剛波羅蜜多菩薩とも）を中心に、周囲に金剛宝菩薩、金剛法菩薩、金剛業菩薩、金剛薩埵の各像を配す。中尊の金剛波羅蜜菩薩像は江戸時代の作。他の4体は後世の補修が多いが、当初像である。一木造に乾漆を併用し、作風・技法ともに奈良時代風が強い。金剛波羅蜜像を除く4躯が「木造五大菩薩坐像 4躯」として国宝に指定され、金剛波羅蜜像は国宝の附（つけたり）指定とされている[注 5]。
- 五大明王像（国宝）：不動明王像を中心に、降三世明王、軍荼利明王、大威徳明王、金剛夜叉明王像を配す。東寺御影堂の不動明王像とともに、明王像としては日本最古の作例である。
- 梵天坐像・帝釈天半跏像（国宝）：梵天像は法隆寺などにある奈良時代の像と異なり、4面4臂の密教像であり、4羽の鵞鳥が支える蓮華座上に坐す。帝釈天像は甲を着け、白象に乗り、左脚を踏み下げる。両像の台座、帝釈天像の頭部などは後補である。
- 四天王立像（国宝）：4体のうち持国天像は表情に怒りをあらわにし、激しい動きを見せるが、他の3体（増長天、広目天、多聞天）の表現は抑制されている。多聞天像は後補部分が多いが、修理の際に後世の彩色を除去したところ、面部などは当初部分が良好に保存されていることが確認された[18]。

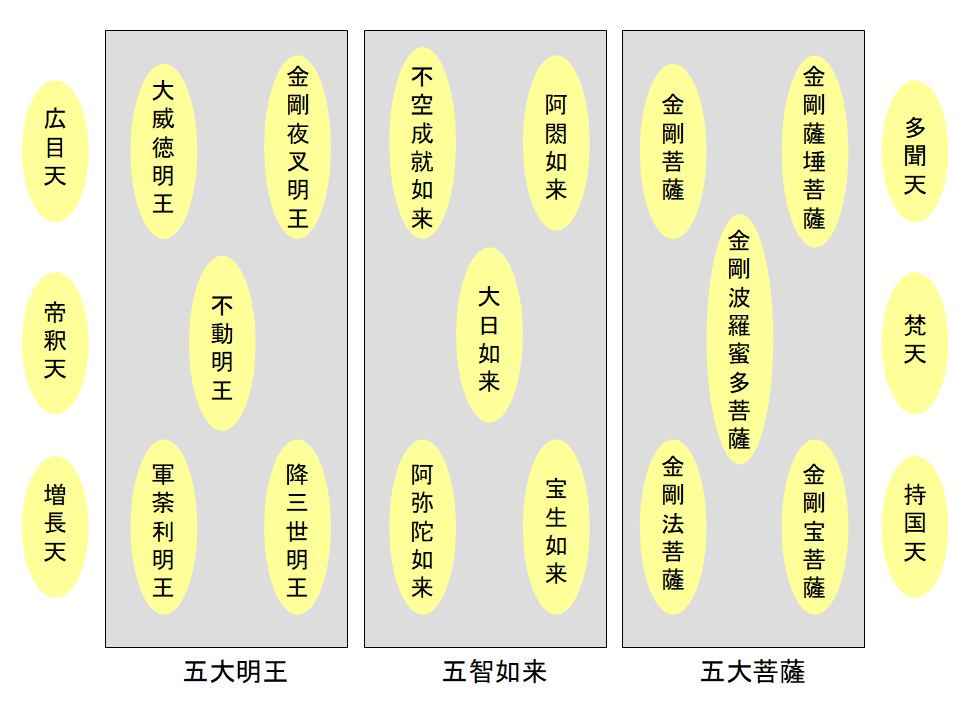
東寺講堂内立体曼荼羅仏像配置模式図

講堂安置の仏像一覧
| 群像名              | 像名                 | 現存像の 制作年代        | 文化財指定           |
| ------------------- | -------------------- | ------------------------ | -------------------- |
| 五仏 （五智如来）   | 大日如来             | 室町時代                 | 重要文化財           |
| 五仏 （五智如来）   | 阿閦如来             | 江戸時代                 | 重要文化財（附指定） |
| 五仏 （五智如来）   | 宝生如来             | 江戸時代                 | 重要文化財（附指定） |
| 五仏 （五智如来）   | 阿弥陀如来           | 江戸時代（頭部平安時代） | 重要文化財（附指定） |
| 五仏 （五智如来）   | 不空成就如来         | 江戸時代                 | 重要文化財（附指定） |
| 五菩薩 （五大菩薩） | 金剛波羅蜜（多）菩薩 | 桃山〜江戸時代           | 国宝（附指定）       |
| 五菩薩 （五大菩薩） | 金剛薩埵（菩薩）     | 平安時代                 | 国宝                 |
| 五菩薩 （五大菩薩） | 金剛宝菩薩           | 平安時代                 | 国宝                 |
| 五菩薩 （五大菩薩） | 金剛法菩薩           | 平安時代                 | 国宝                 |
| 五菩薩 （五大菩薩） | 金剛業菩薩           | 平安時代                 | 国宝                 |
| 五大明王            | 不動明王             | 平安時代                 | 国宝                 |
| 五大明王            | 降三世明王           | 平安時代                 | 国宝                 |
| 五大明王            | 軍荼利明王           | 平安時代                 | 国宝                 |
| 五大明王            | 大威徳明王           | 平安時代                 | 国宝                 |
| 五大明王            | 金剛夜叉明王         | 平安時代                 | 国宝                 |
| 梵天帝釈天          | 梵天                 | 平安時代                 | 国宝                 |
| 梵天帝釈天          | 帝釈天               | 平安時代（頭部後補）     | 国宝                 |
| 四天王              | 持国天               | 平安時代                 | 国宝                 |
| 四天王              | 増長天               | 平安時代                 | 国宝                 |
| 四天王              | 広目天               | 平安時代                 | 国宝                 |
| 四天王              | 多聞天               | 平安時代（補修多し）     | 国宝                 |

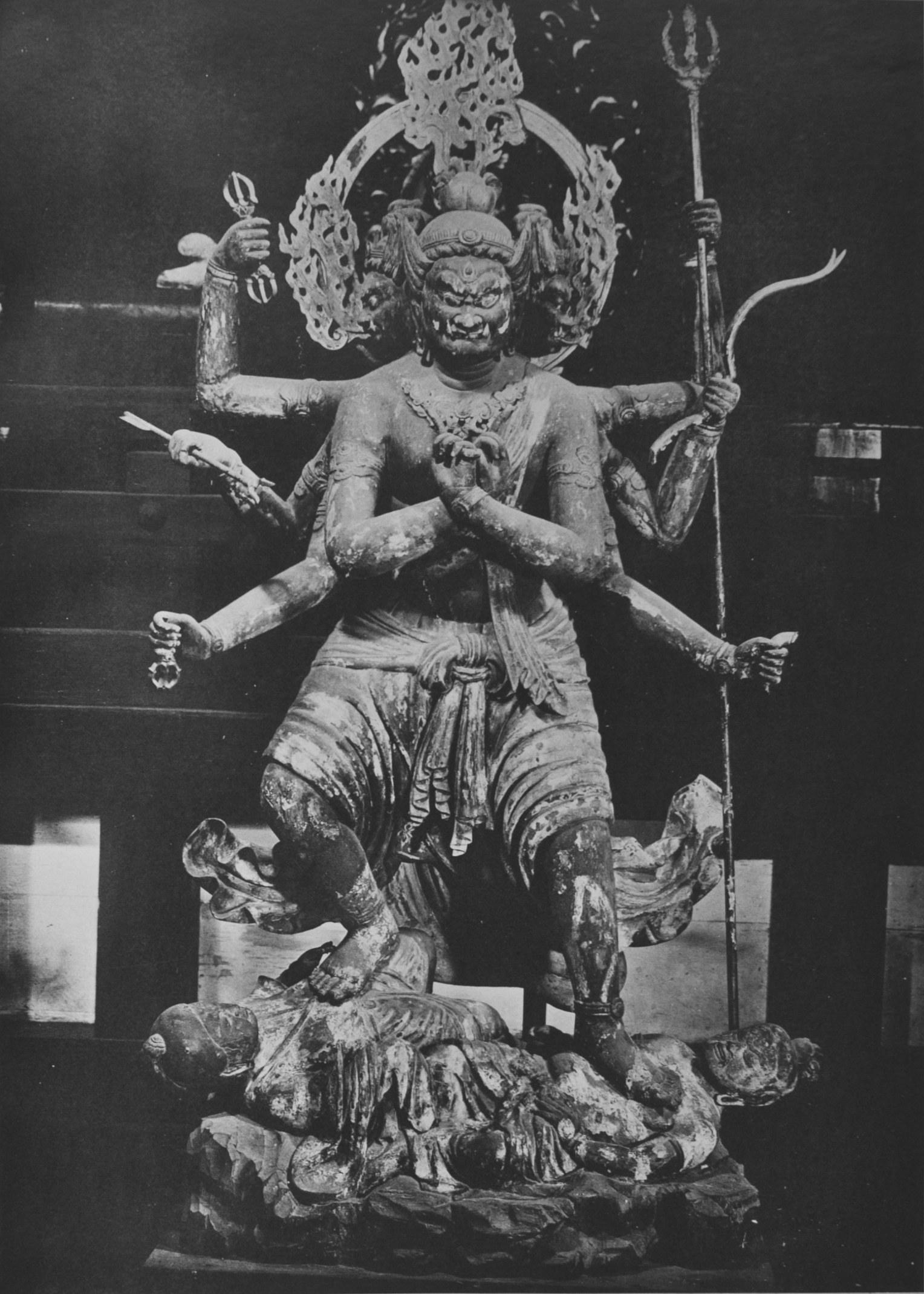
五大明王（講堂安置）のうち降三世明王
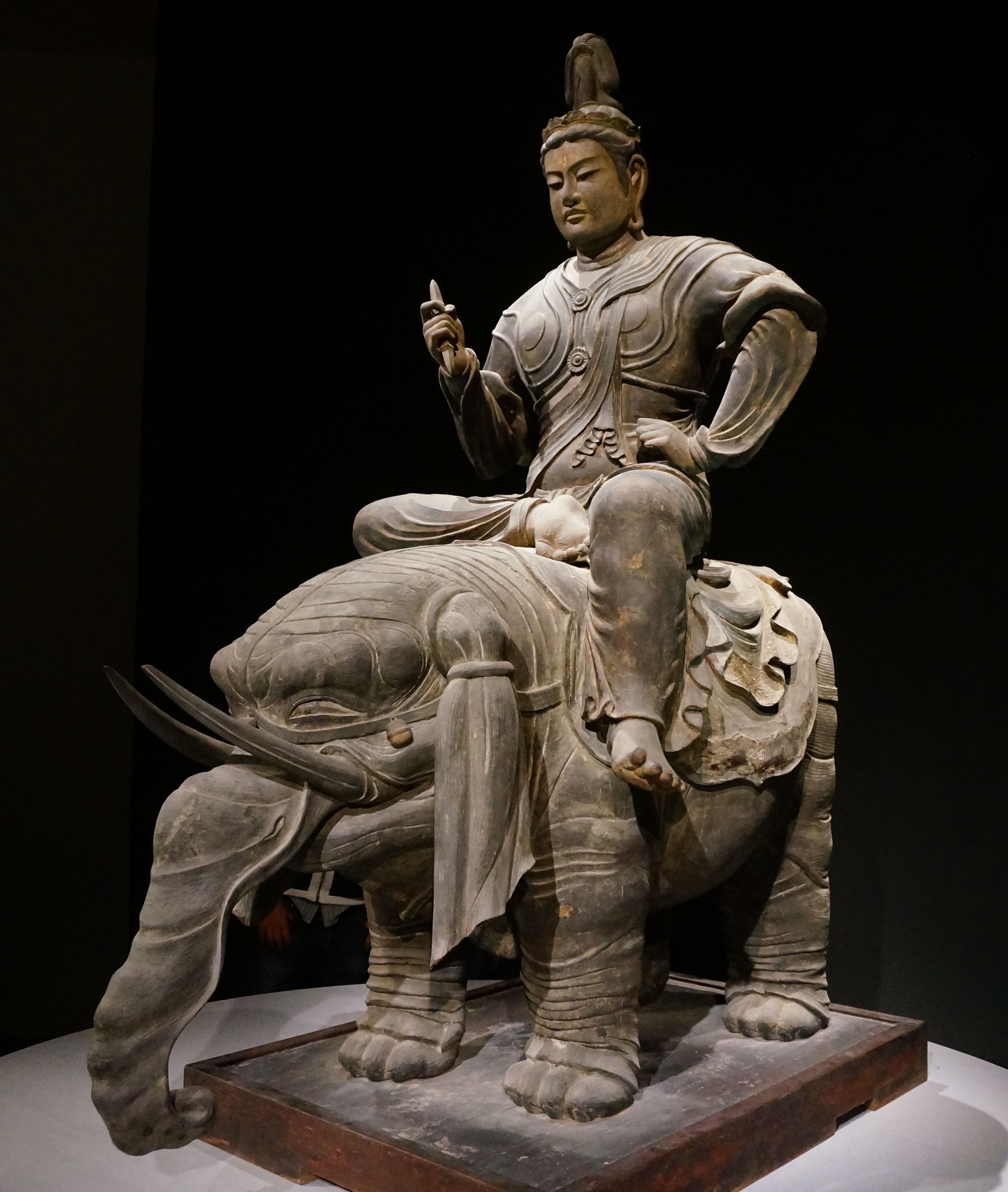
帝釈天半跏像

## 五重塔

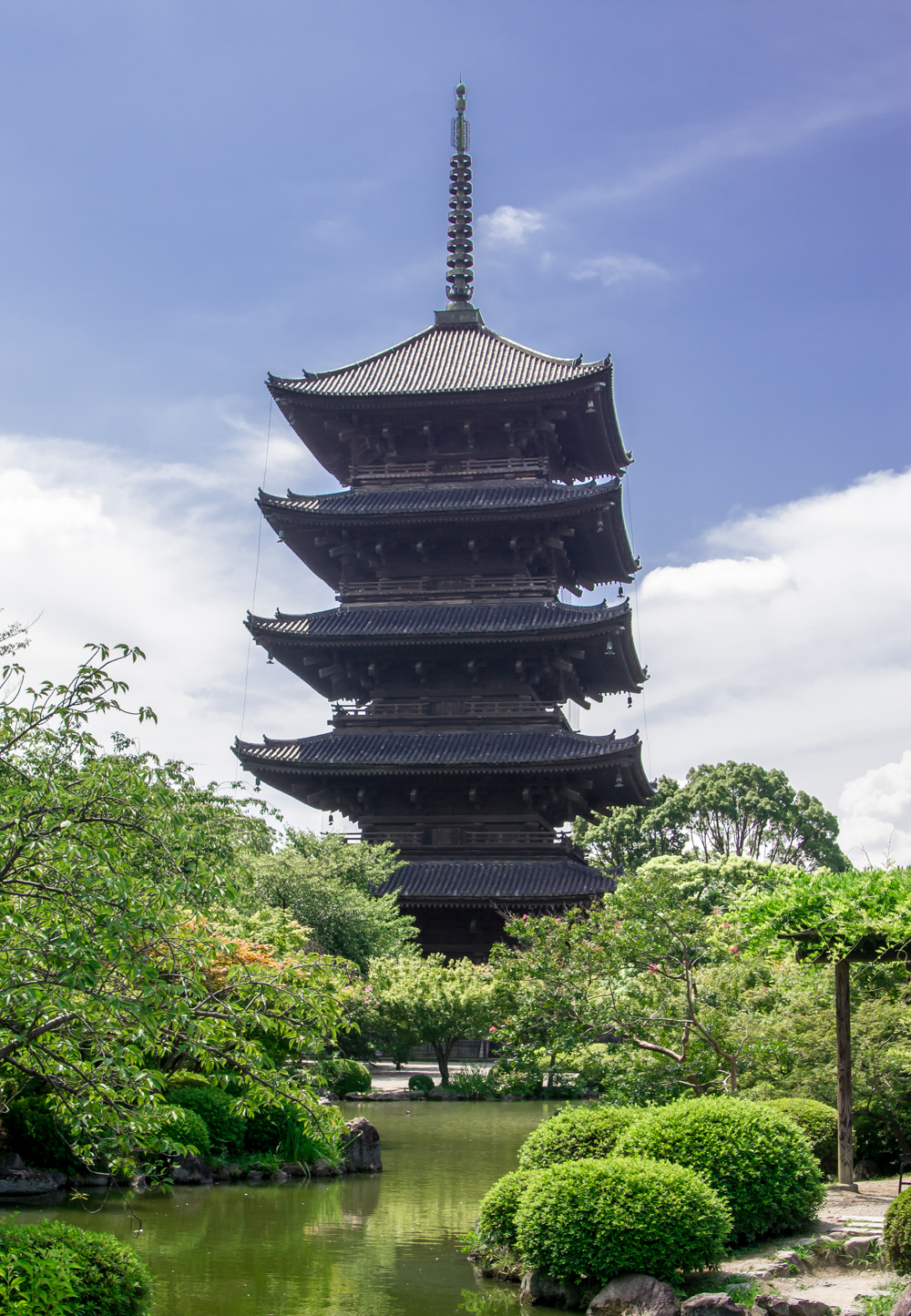
五重塔（国宝）

国宝。東寺のみならず京都のシンボルとなっている塔である。高さ54.8メートルは木造塔としては日本一の高さを誇る。天長3年（826年）空海による創建に始まるが、実際の創建は空海没後の9世紀末であった。雷火や不審火で4回焼失しており、現在の塔は5代目で、寛永21年（1644年）、徳川家光の寄進で建てられたものである。初重内部の壁や柱には両界曼荼羅や真言八祖像を描き、須弥壇には心柱を中心にして金剛界四仏像と八大菩薩像を安置する。真言密教の中心尊であり金剛界五仏の中尊でもある大日如来の像はここにはなく、心柱を大日如来とみなしている。諸仏は寛永20年（1643年）から翌年にかけての作で、江戸時代初期の作風を伝える。初重内部は通常非公開だが、特別に公開される場合もある。北にある池は瓢箪池といい、五重塔とともに池泉回遊式庭園の要素になっている。
初重内部の安置仏像は以下の通り（菩薩像の像名は寺伝による）。
- 東面：阿閦如来、弥勒菩薩、金剛蔵菩薩
- 南面：宝生如来、除蓋障菩薩、虚空蔵菩薩
- 西面：阿弥陀如来、文殊菩薩、観音菩薩
- 北面：不空成就如来、普賢菩薩、地蔵菩薩

## 境内

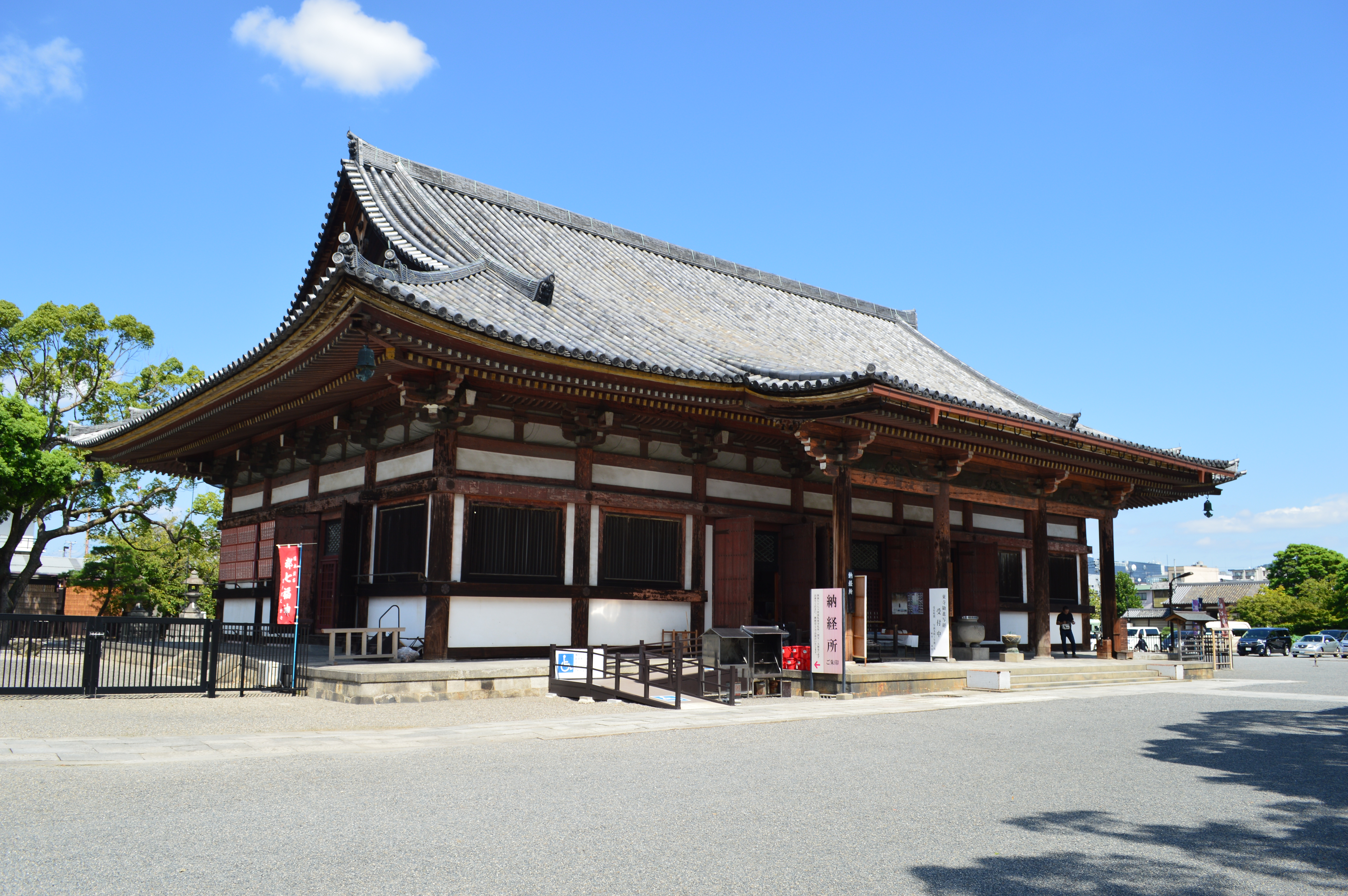
食堂

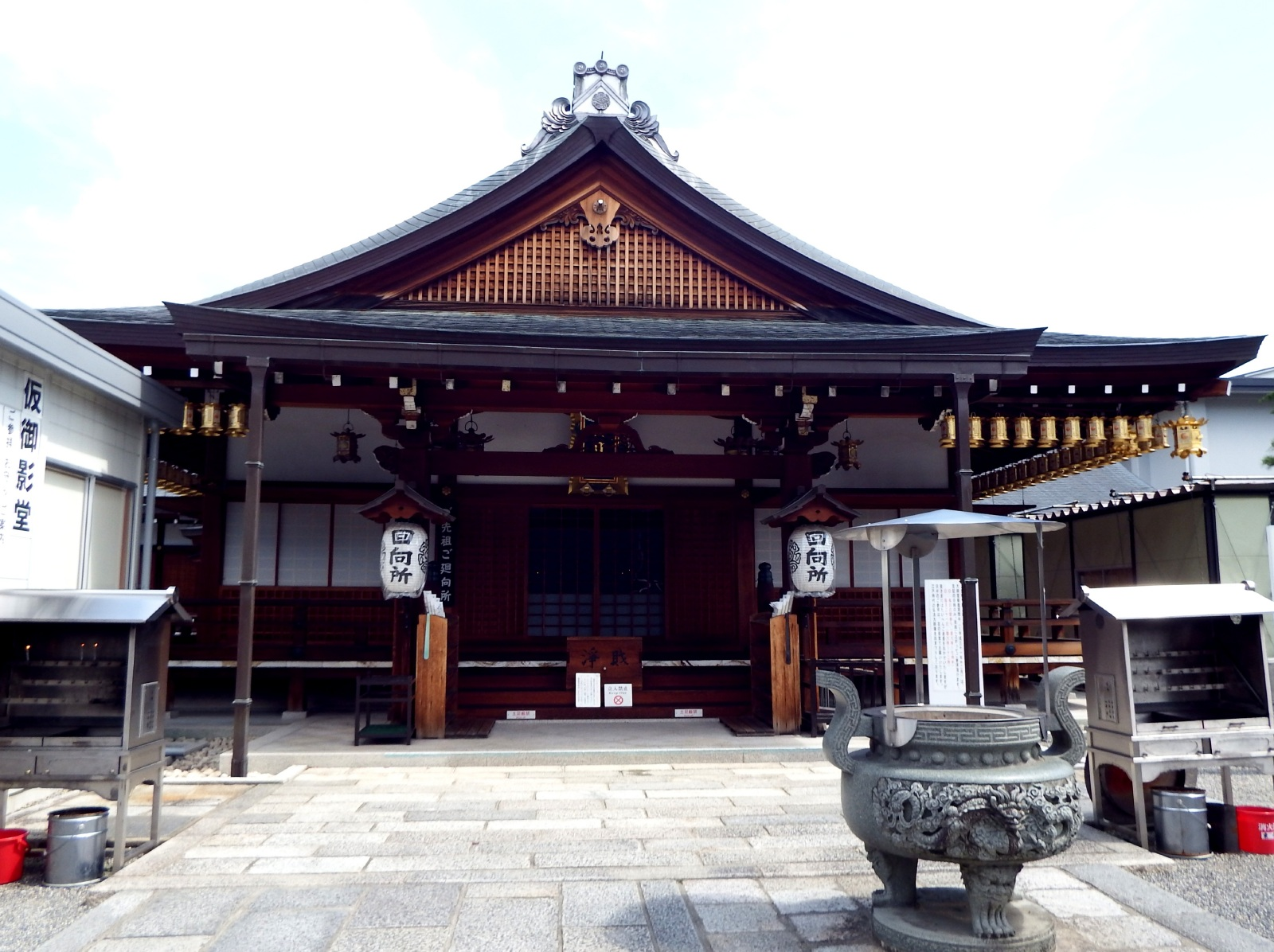
大日堂

- 金堂（国宝）：慶長8年（1603年）に豊臣秀頼による再建。解説は既述。
- 講堂（重要文化財）：延徳3年（1491年）再建。解説は既述。
- 五重塔（国宝）：寛永21年（1644年）に徳川家光による再建。解説は既述。
- 瓢箪池
- 東大門（重要文化財）：建久9年（1198年）再建。慶長10年（1605年）大改修。建武3年（1336年）6月、新田義貞に攻められた足利尊氏がこの門を閉めて難を逃れたという故事により「不開門」（あかずのもん）と呼ばれる。
- 宝蔵（重要文化財）：慶賀門の南側、掘割で囲まれた中に建てられている。平安時代後期建立の校倉（あぜくら）造の倉庫で、東寺にある現存最古の建造物である。床板は大きな建物の扉を転用したもので、金堂の扉とも羅城門の扉ともされる。
- 慶賀門（重要文化財）
- 食堂（じきどう）：講堂の後方、境内の北寄りに建つ。観音堂とも呼ばれる。初代の食堂は空海没後の9世紀末から10世紀初め頃にかけて完成したと推定されるが、慶長地震で倒壊した。約200年後の寛政12年（1800年）にようやく再建工事が始められた。この江戸時代再建の食堂は1930年（昭和5年）に火災で焼失し[21]、現在の建物はその後の再建で1933年（昭和8年）に完成したものである。旧本尊の千手観音立像はこの時の火災で焼損したが、1965年（昭和40年）から修理が実施され、現在は寺内の宝物館に安置されている。現在の食堂には明珍恒男作の十一面観音像が本尊として安置されている。洛陽三十三所観音霊場第23番札所。納経所[注 6] は当堂の中にあり、写経会や展示会も行われる。木造四天王立像は、1930年（昭和5年）12月21日の「弘法市（終い弘法）」の日に食堂が失火で焼失した際、内部に安置されていた本尊千手観音立像と四天王像（いずれも旧国宝）も焼損。千手観音像は旧国宝指定解除はされず、修復された。四天王像は焼損の程度が大きかったため修復不可能と判断され指定解除されたが[22]、2018年（平成30年）度に重要文化財に再指定された[23][24]。この四天王像は表面が黒焦げ状態にはなっているものの、像の概形は残っている。1993年（平成5年）から合成樹脂注入による表面の硬化が行われ、現在は再建された食堂に安置されている。像高3mを越える日本でも最大級の四天王像である。
- 夜叉神堂（やしゃがみどう）：講堂と食堂の中間に建つ東西2棟の小堂。東が雄夜叉（本地文殊菩薩）、西が雌夜叉（本地虚空蔵菩薩）を祀る。
- 北大門（重要文化財）
- 宝物館：北大門を出た左側にある。鉄筋コンクリート造の3階建ての建物で、1963年（昭和38年）に完成し1965年（昭和40年）10月から一般公開されている。春や秋の観光シーズンにのみ特別展を行い、寺宝を展示している。
- 弁天堂 - 北大門を出た右側にある。音楽・技芸・財産を司るという弁才天を祀る。
- 善女大龍王社
- 蓮池
- 太元堂：北大門を出た右側にある。鎮護国家を司るという大元帥明王と四天王を祀る。大元帥明王は憤怒の形相であるといわれている。
- 観智院：北大門を出て櫛笥（くしげ）小路（平安時代以来そのままの幅で残っている京都市内ただひとつの小路）を進んだ右側に位置する。塔頭であるが、別格本山となっている。学僧であった杲宝を1世として延文4年（1359年）[注 7]に子院として創建された。杲宝は『東宝記』という、東寺の創建から室町時代に至る寺史をまとめた。これは弟子の賢宝により補足完成され、国宝になっている。観智院は東寺のみならず真言宗全体の勧学院と位置づけられ、多くの学僧を輩出している。経蔵である金剛蔵には膨大な文書・典籍・聖教類が所蔵されていたが、現在は東寺宝物館に移されている。通常非公開であるが春秋などに特別公開される場合がある。
- 宝菩提院：弘安2年（1279年）創建と伝えられる。櫛笥小路沿いの観智院の北側にある塔頭で、別格本山となっている。元は観智院と櫛笥小路を挟んで東西対称に建てられていたが、1881年（明治14年）「総黌」（そうこう）開学に伴い現在地に移転した。総黌は、現在の種智院大学ならびに洛南高等学校の母体である。観智院の道をはさんで向かい側には、宝菩提院の正門であった古い本瓦葺きの門がある。現在は東寺西院流能禅方の本流本山となっている。
- 地蔵院
- 北総門（重要文化財）
- 東寺保育園
- 洛南会館：2022年12月20日閉館[25]
- 大日堂：そもそもは御影堂の礼拝所であり、その後に尊牌堂となり、後に大日如来像を安置して大日堂となった。2000年（平成12年）に大改修が行われた。浜田泰介の障壁画がある。
- 鐘楼
- 経蔵
- 西門
- 御影堂（大師堂、国宝）：かつて空海が住房としていた境内西北部の「西院」（さいいん）と呼ばれる一画に建つ住宅風の仏堂である。前堂、後堂、中門の3部分からなる複合仏堂で、全体を檜皮葺きとする。1958年（昭和33年）の国宝指定時の名称は「大師堂」であるが、寺では主に「御影堂」の名称を用いている。当初の堂は康暦元年（1379年）の火災による焼失後、その翌年に後堂部分が再建された。10年後の明徳元年（1390年）、弘法大師像を安置するために北側に前堂、その西側に中門が増築された。後堂（南側）には空海の念持仏とされる不動明王坐像（国宝、9世紀）を安置する。厳重な秘仏で非公開であるが、日本の不動明王像としては最古の作例の一つである。北側の前堂には弘法大師坐像（国宝）を安置する。この像は東寺の親厳の依頼により、天福元年（1233年）に運慶の4男である康勝が製作したもので、空海の弟子の真如が描いた空海の肖像とほぼ同じといわれている。この像は庶民の信仰を広く集めており、像の前では毎朝6時に「お大師様」に朝食を捧げる「生身供」（しょうじんく）が執り行われ、多くの参拝者が集まる。
- 大黒堂：三面大黒天を祀る。
- 毘沙門堂：大風で天元元年（978年）に倒壊した羅城門の上層から食堂に移されていた国宝・兜跋毘沙門天像（現在は宝物館に収蔵）を安置するために文政5年（1822年）に建立され、1994年（平成6年）に修復された。京都の都七福神（毘沙門天）を祀る。
- 本坊
  - 庫裏
  - 寺務所
  - 小子房：1934年（昭和9年）の再建。内部は6個の部屋（鷲の間、雛鶏の間、勅使の間、牡丹の間、瓜の間、枇杷の間）からなる。各部屋の障壁画は堂本印象により描かれた。南北朝時代には光厳上皇が洛中での戦いが治まるまで小子房に入り、御所としていた。
  - 庭園「澄心苑」：七代目小川治兵衛（植治）による作庭[26]。
- 蓮花門（国宝）：鎌倉時代再建の八脚門。本坊西側で、小子房の西の門である。空海が高野山金剛峯寺に向かう時に使っていた門で、最後の旅立ちのとき空海の足元に蓮の花が咲き足跡にも蓮の花が咲いていたという伝説から門の名称となった。
  - 本坊表門
  - 勅使門
- 灌頂院（重要文化財）：境内南西隅に位置する。伝法灌頂（密教の奥義を師匠から弟子へ伝える儀式）、後七日御修法（ごしちにちのみしほ：正月の8日から14日までの間に、天皇の安泰を祈願する儀式）などの儀式を執り行うための堂で、内部には仏像は安置されていない。床は石畳になっており、土足厳禁となっている。
  - 灌頂院北門（重要文化財）
  - 灌頂院東門（重要文化財）
- 穴門
- 鎮守八幡宮：南大門を入った左側にある。1868年（明治元年）に焼失後、1世紀以上を経た1992年（平成4年）に再建。空海が自ら彫ったとされる東寺の鎮守神・僧形八幡神像と女神像2体を安置する。これらの像は日本最古の神像とされる。薬子の変の際、空海はここで嵯峨天皇勝利の祈祷を行っている。
- 八島社殿 - 南大門を入った右側にある。東寺以前より鎮座され祭神は地主神とも大己貴神ともいわれる。
- 南大門（重要文化財）：本来は慶長6年（1601年）に方広寺（京の大仏）の寺領に組み込まれていた三十三間堂の西大門として豊臣秀頼により建てられた八脚門である。東寺の以前の門が1868年（明治元年）に焼失したため1895年（明治28年）に移築された。幅約18m高さ約13mで東寺で最大の門。
- 不二桜：弘法大師帰朝1200年記念の2006年に、信徒総代の森紙業元代表・藤定輝好より寄贈された八重紅枝垂れ桜。岩手県盛岡市の旧家が育てたものを三重県鈴鹿市の農園から移植された。

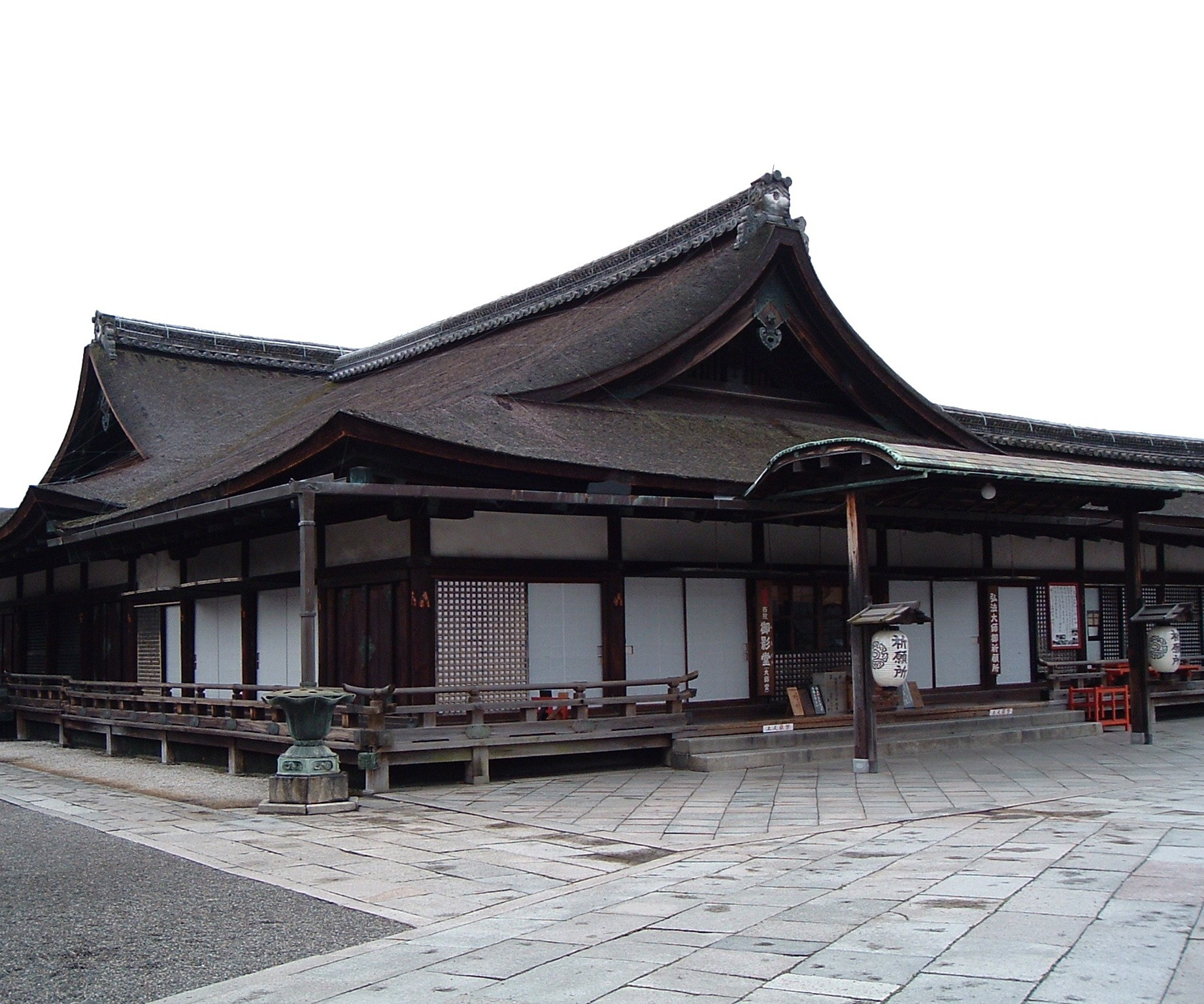
御影堂（国宝）
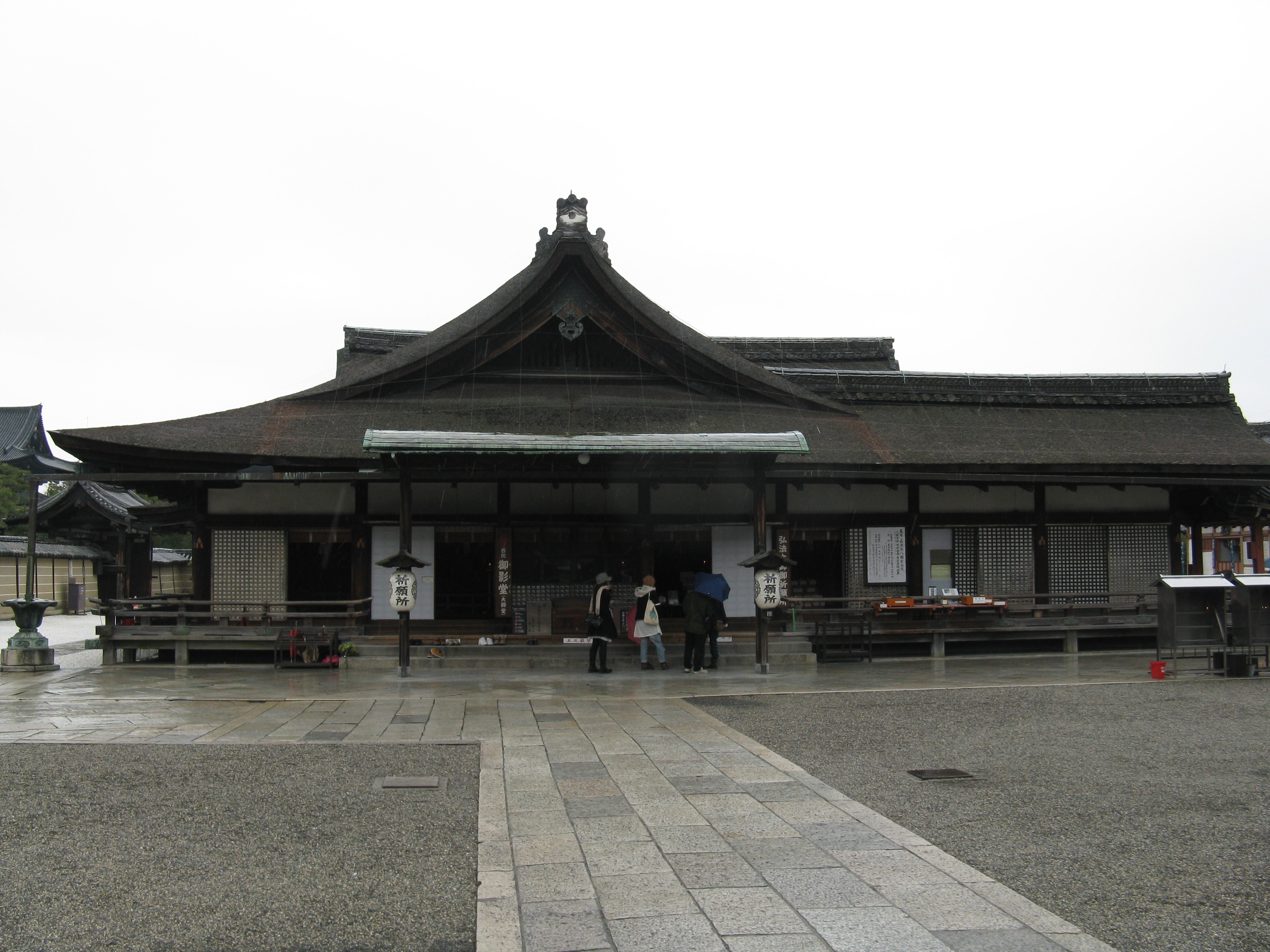
北面
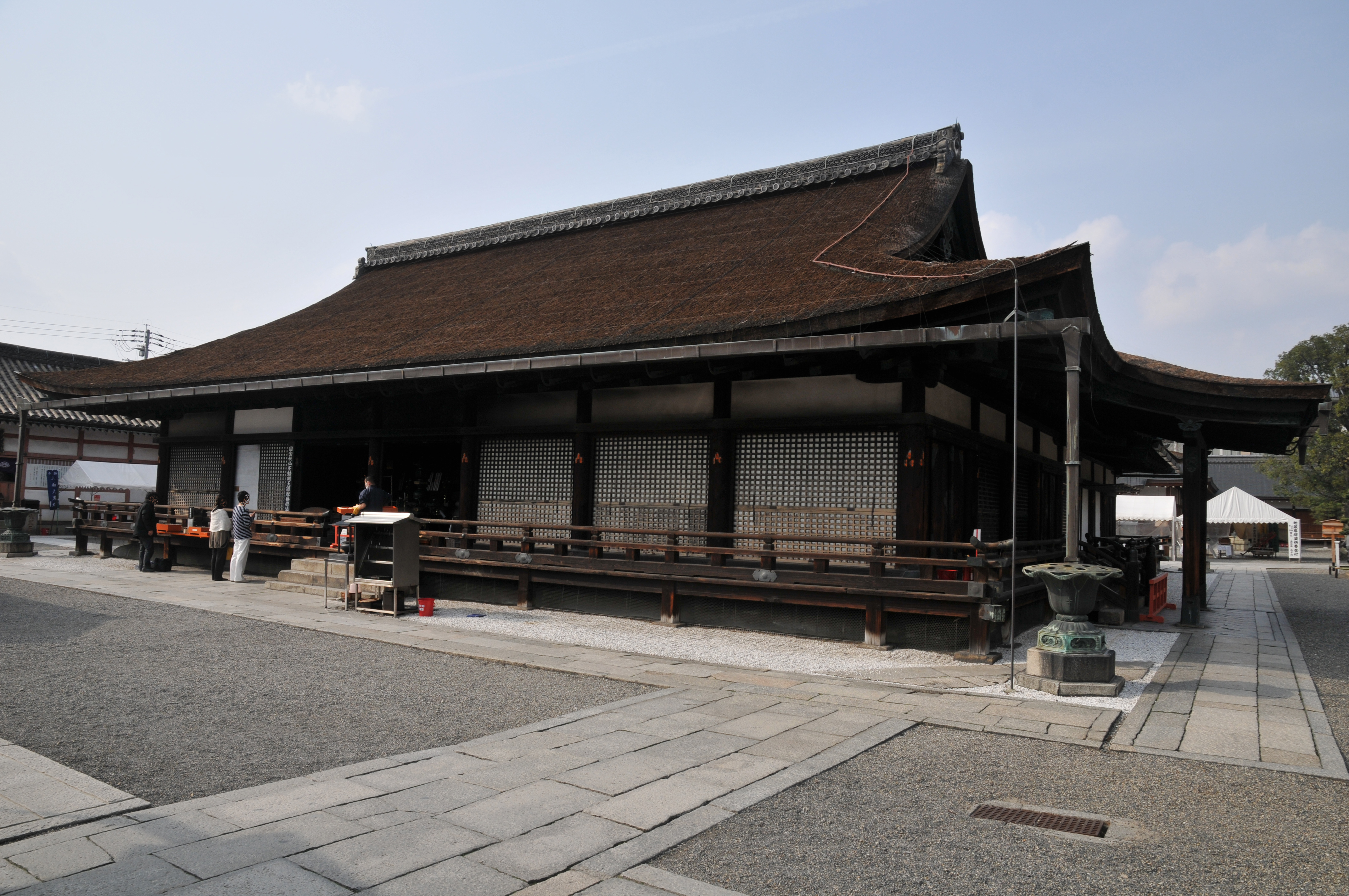
南面
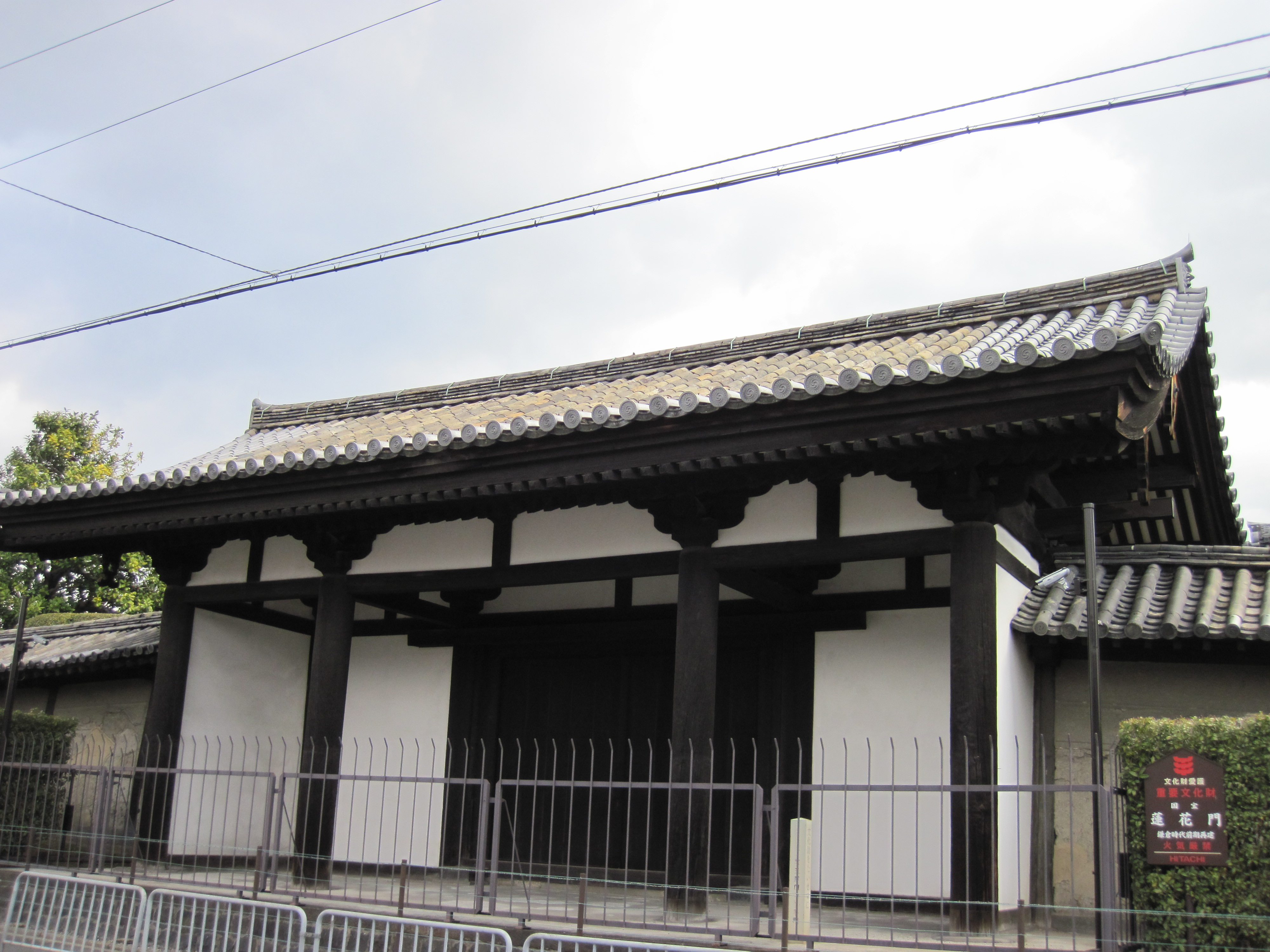
蓮花門（国宝）
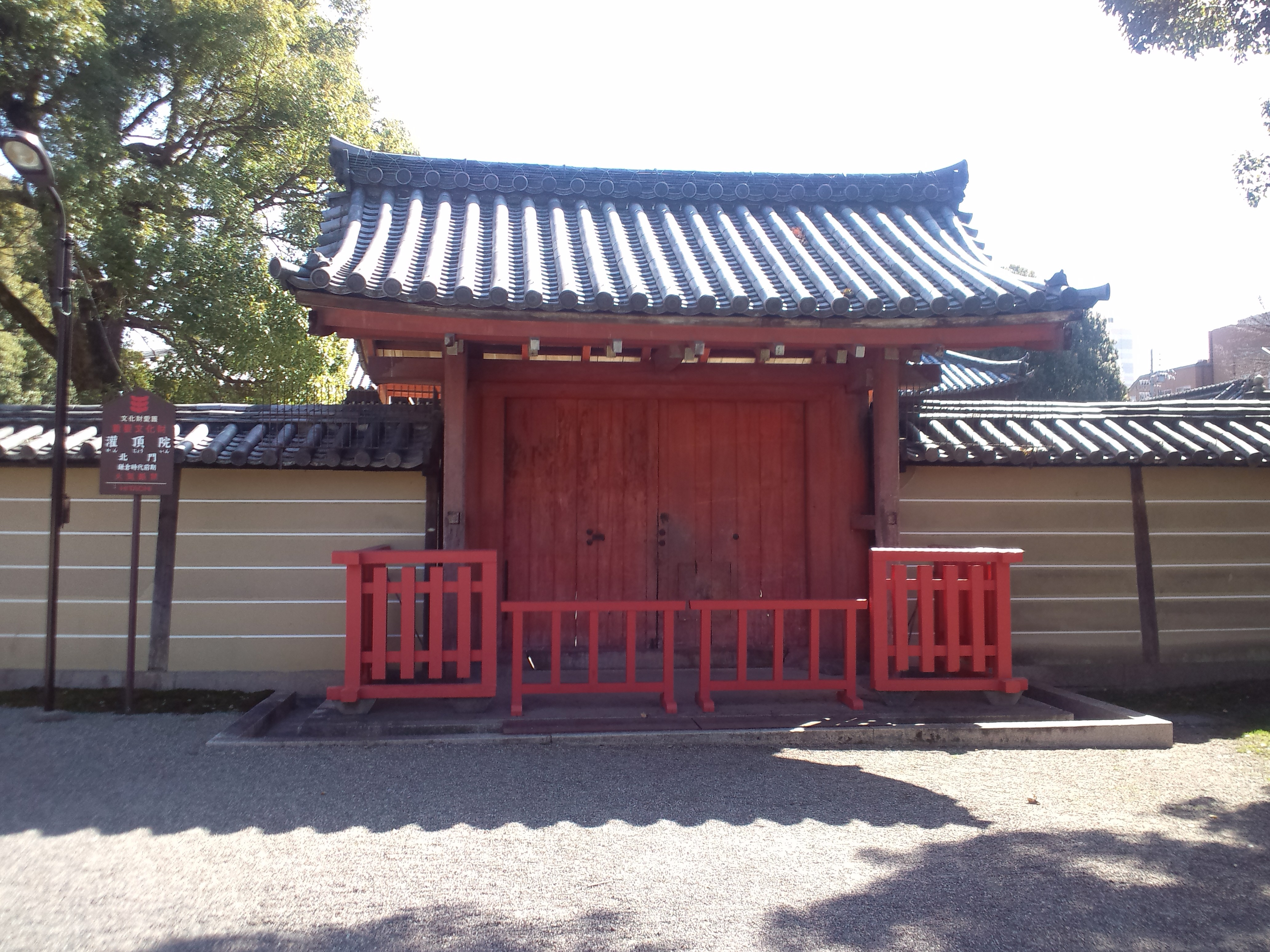
灌頂院北門（重要文化財）
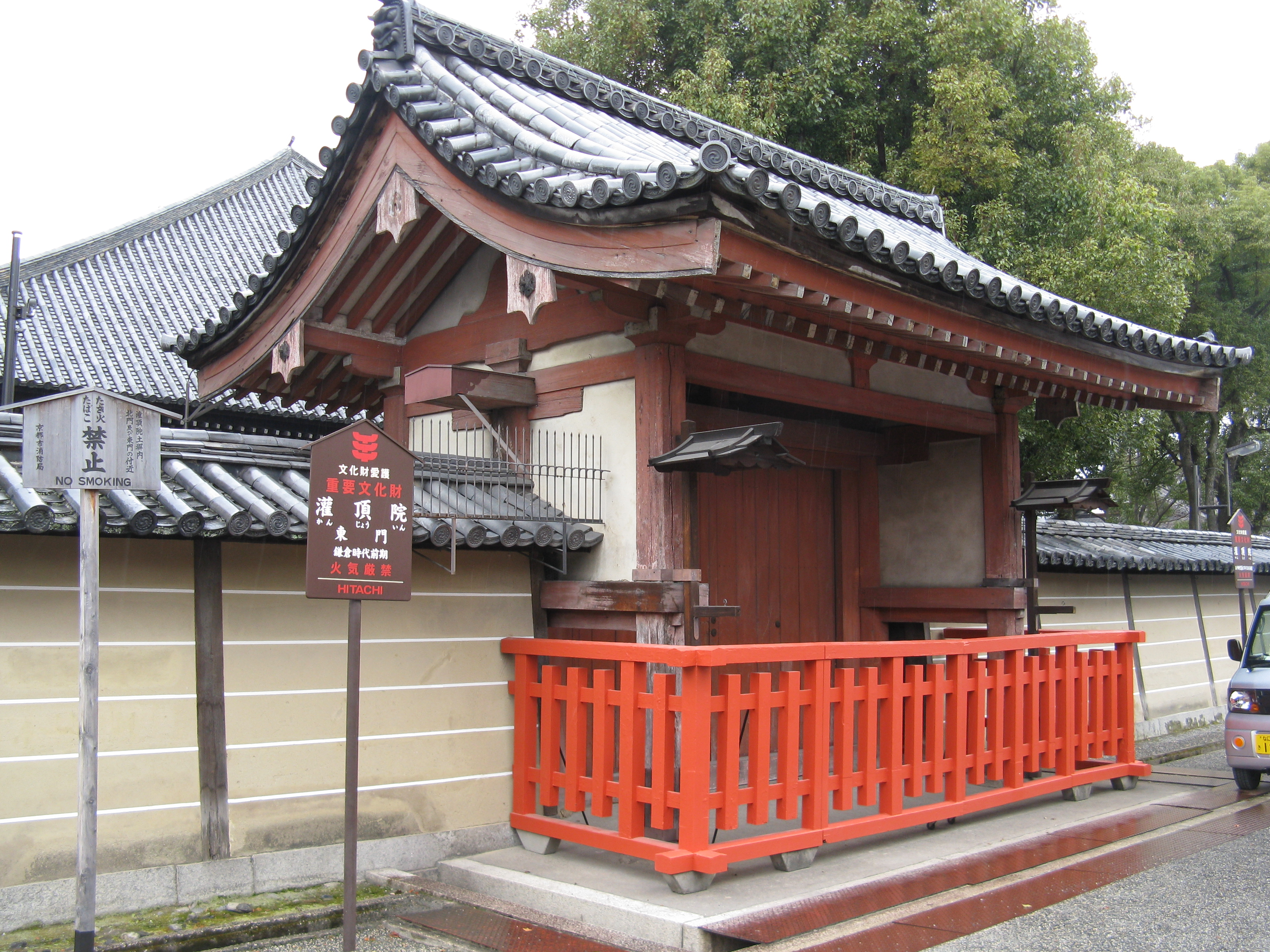
灌頂院東門（重要文化財）
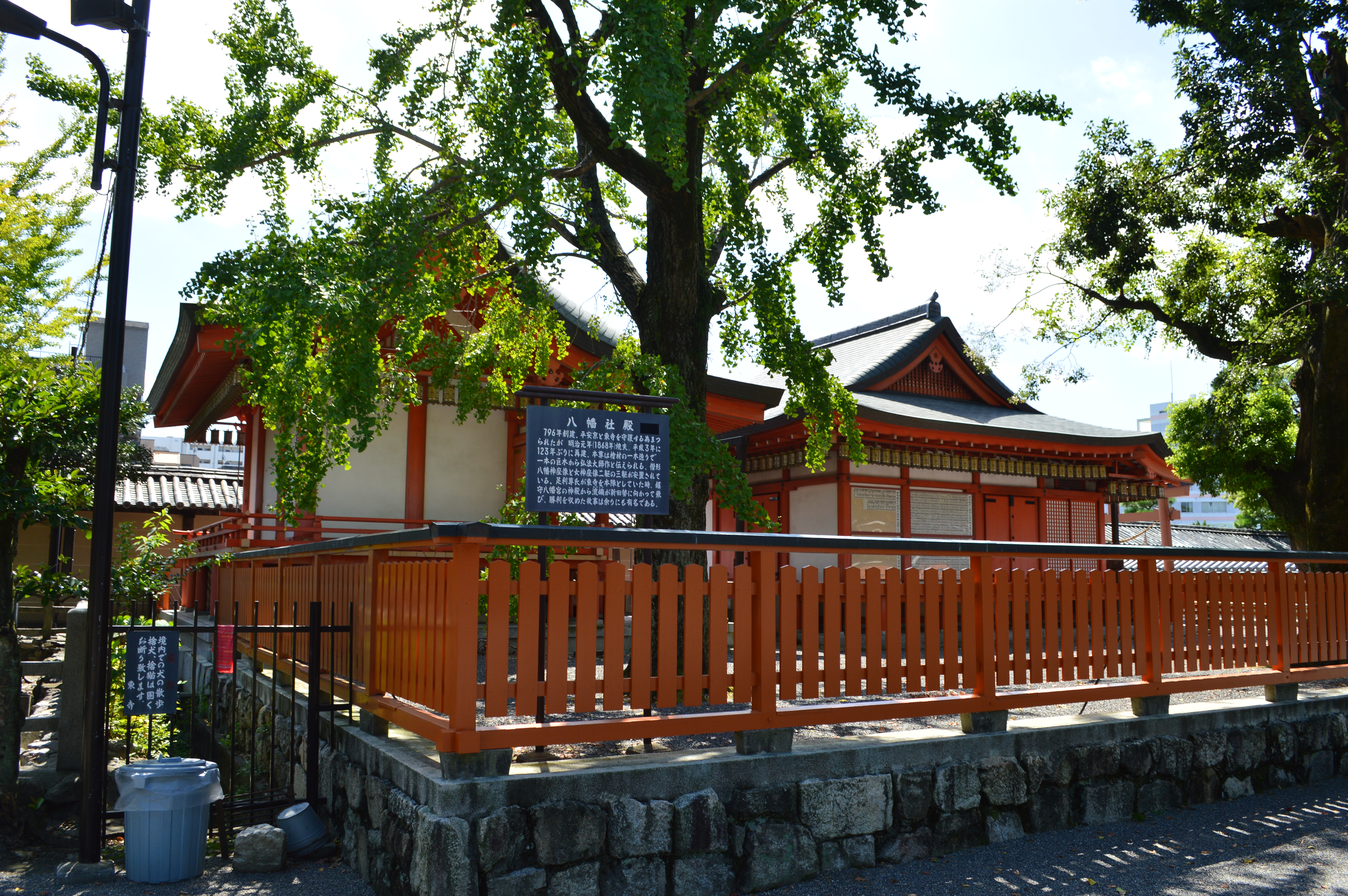
鎮守八幡宮
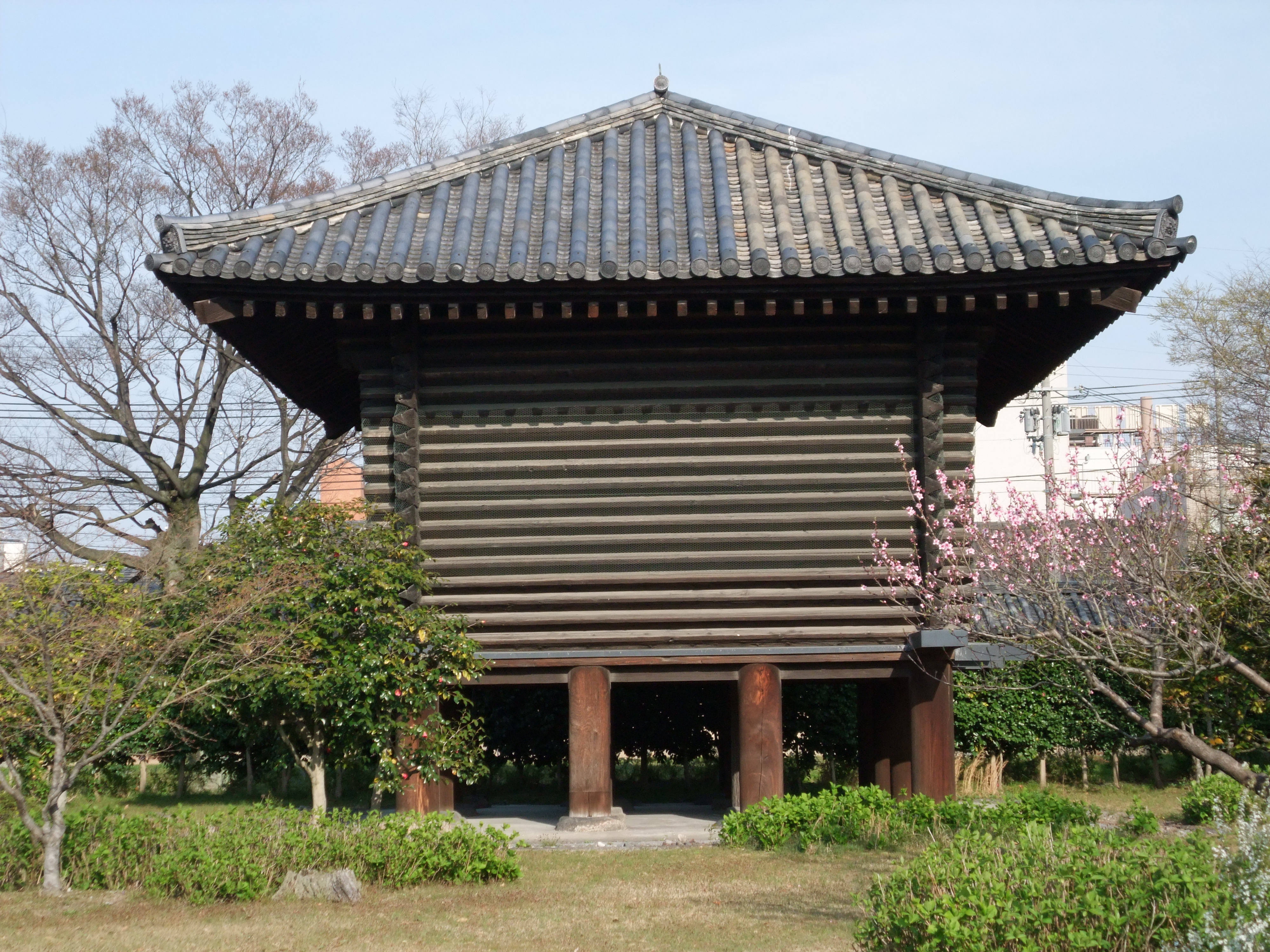
宝蔵（重要文化財）
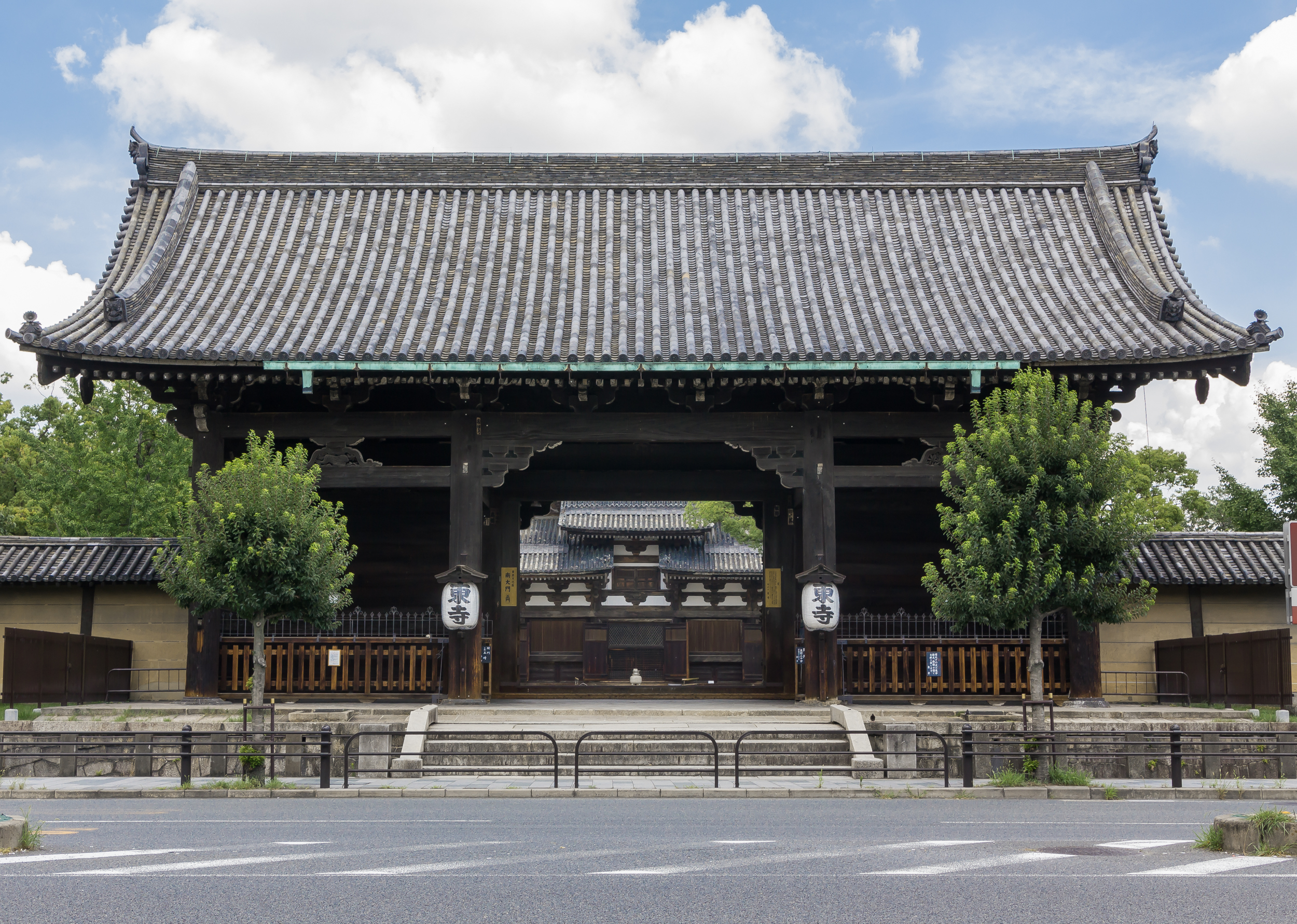
南大門（重要文化財）
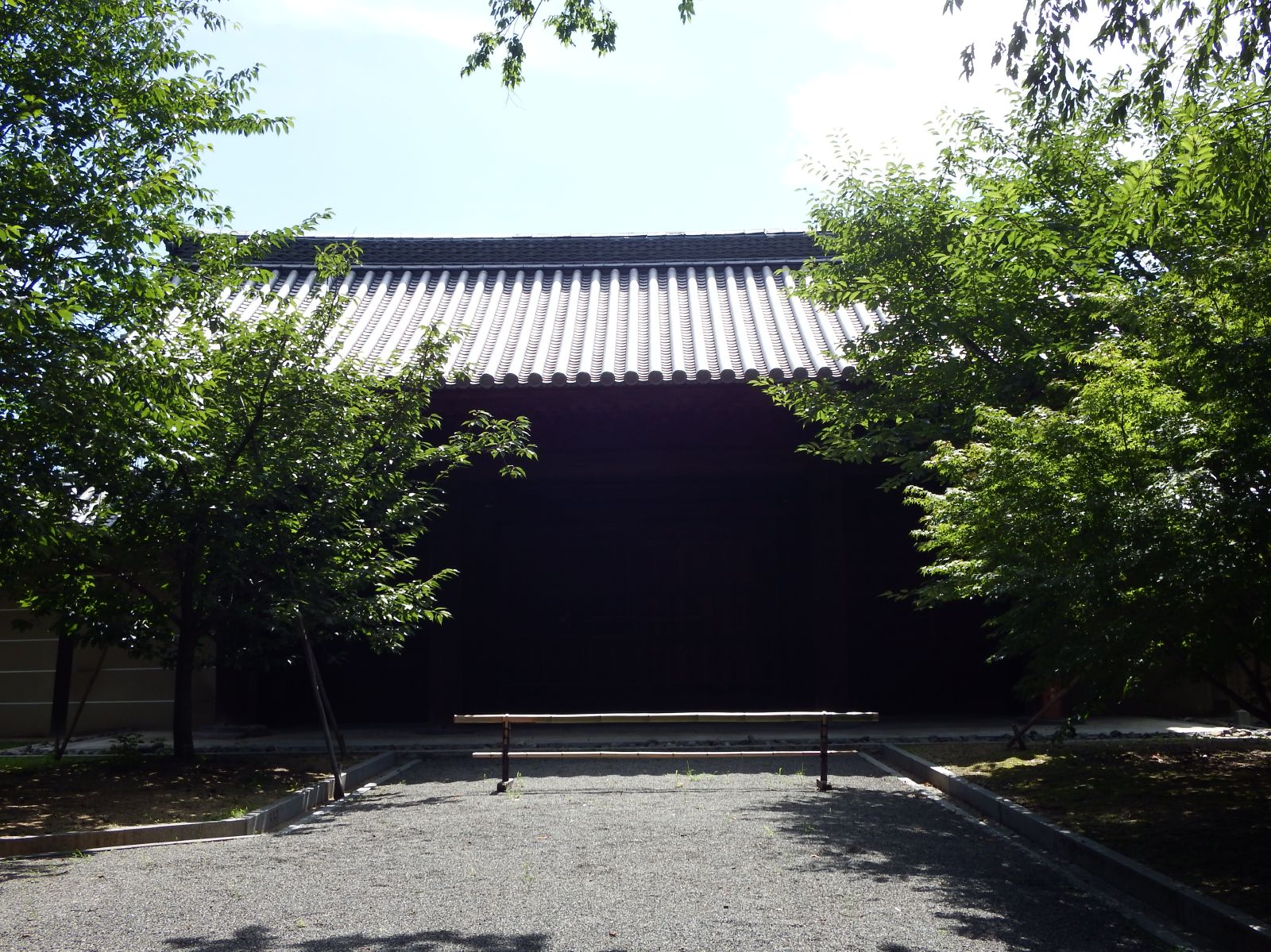
東大門（重要文化財）
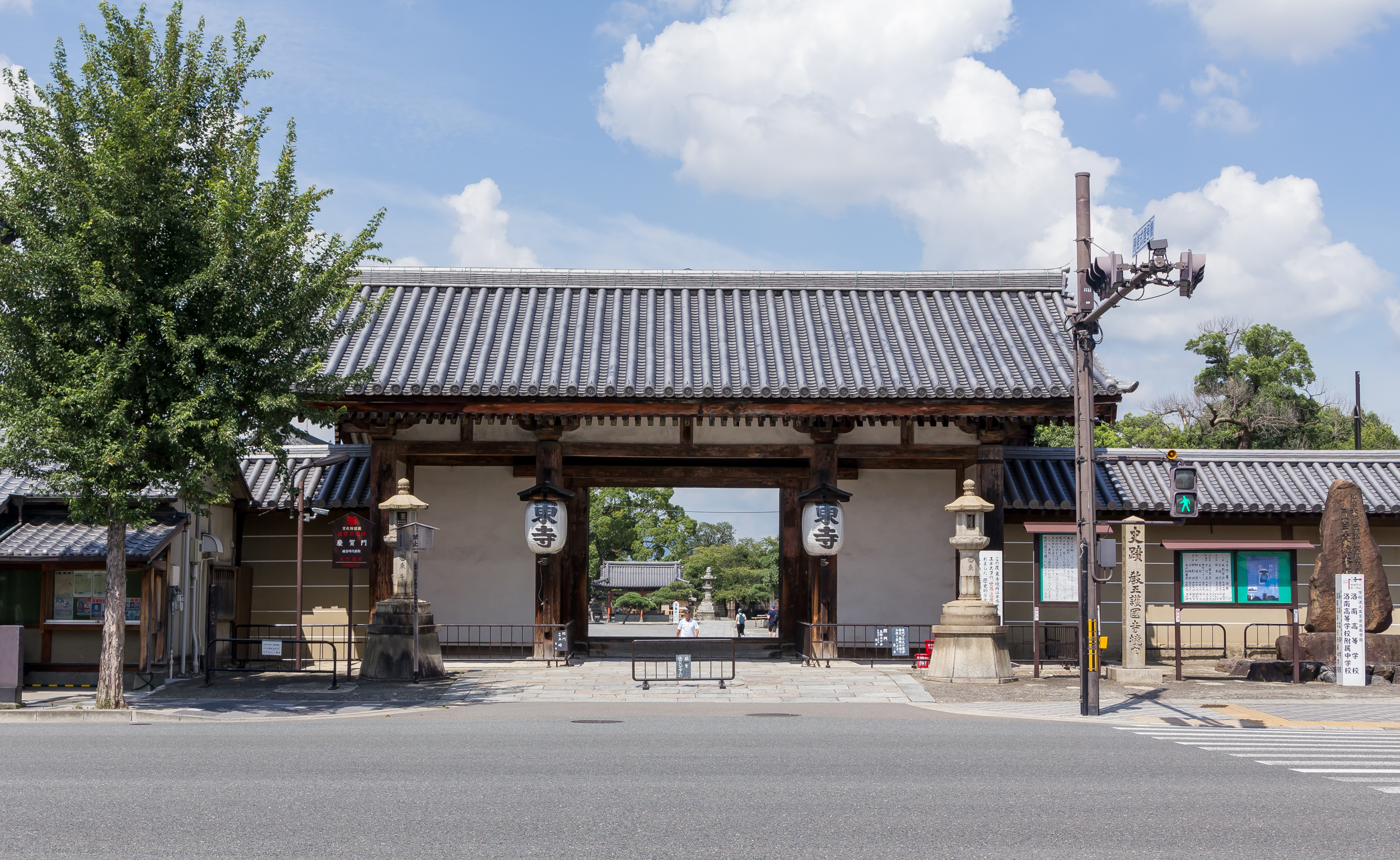
慶賀門（重要文化財）
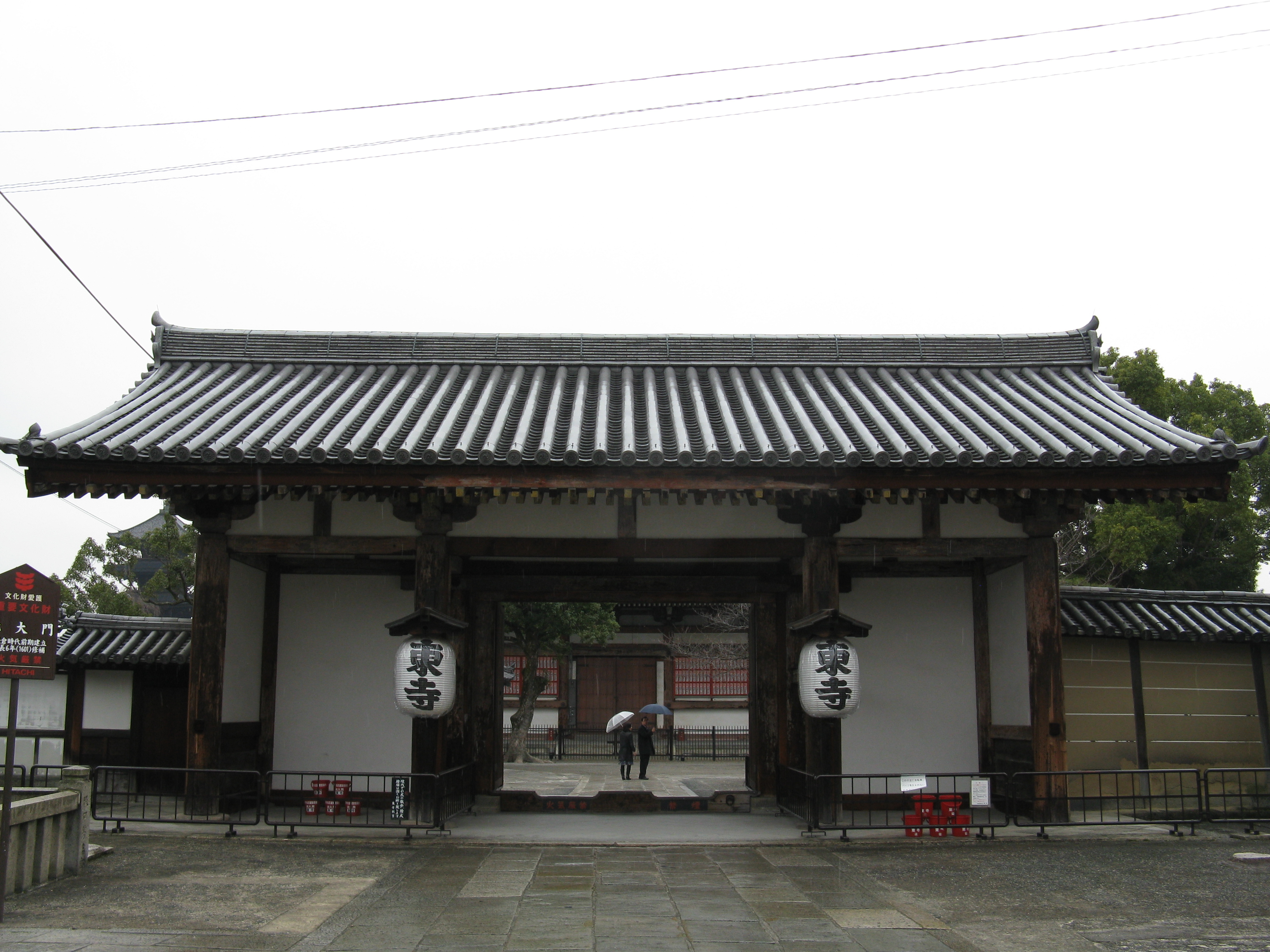
北大門（重要文化財）
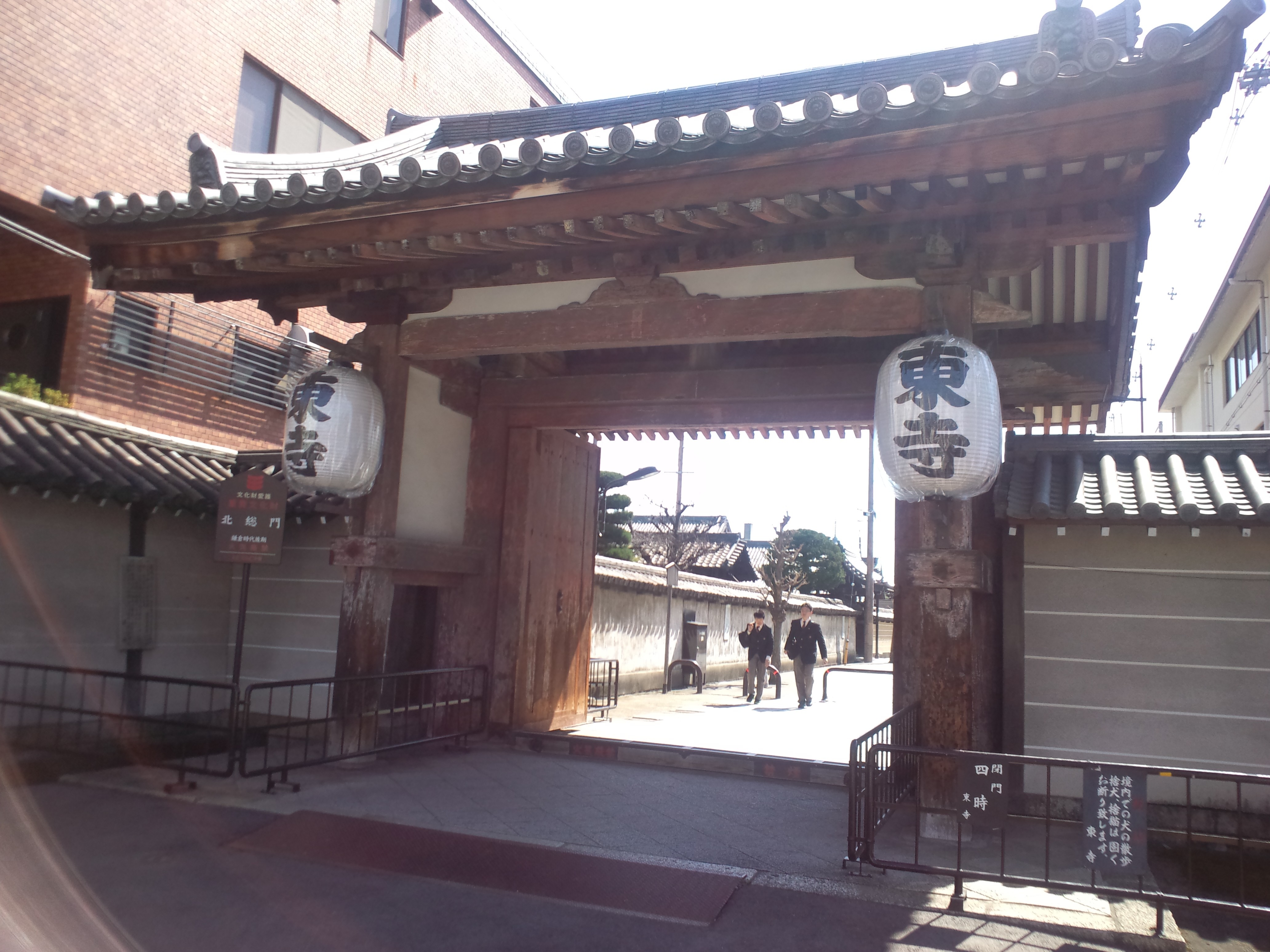
北総門（重要文化財）
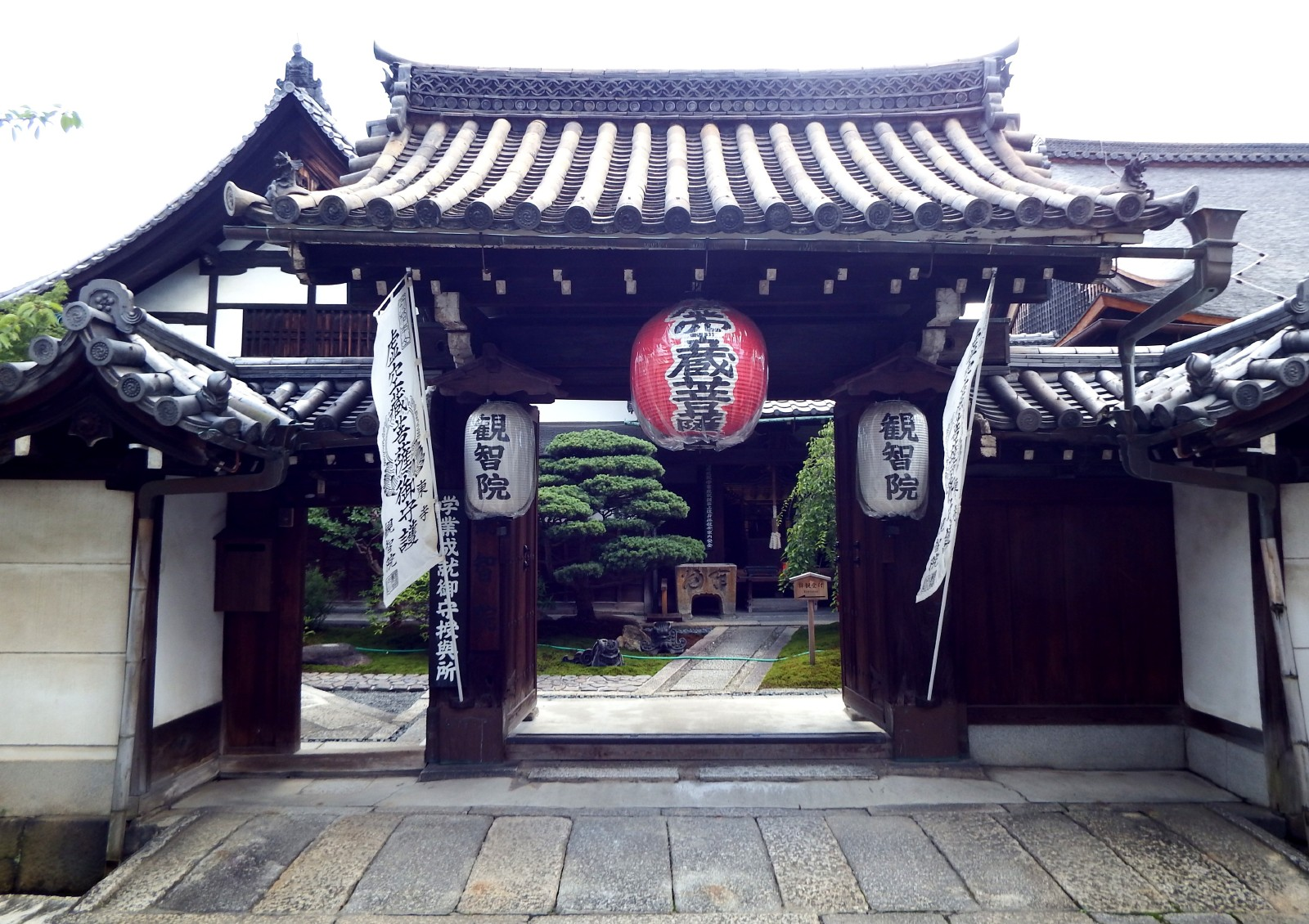
観智院
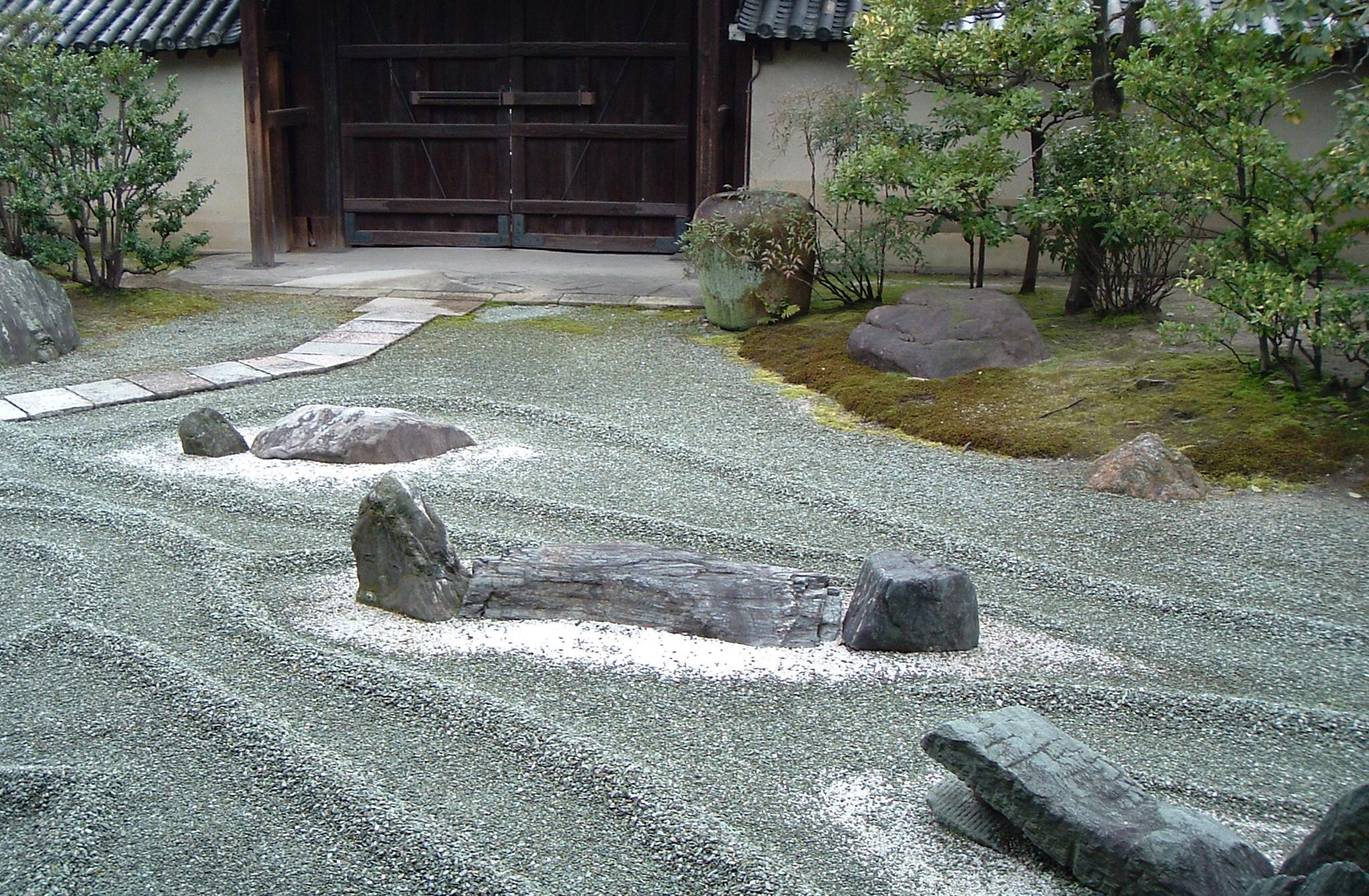
観智院 五大の庭

## 文化財

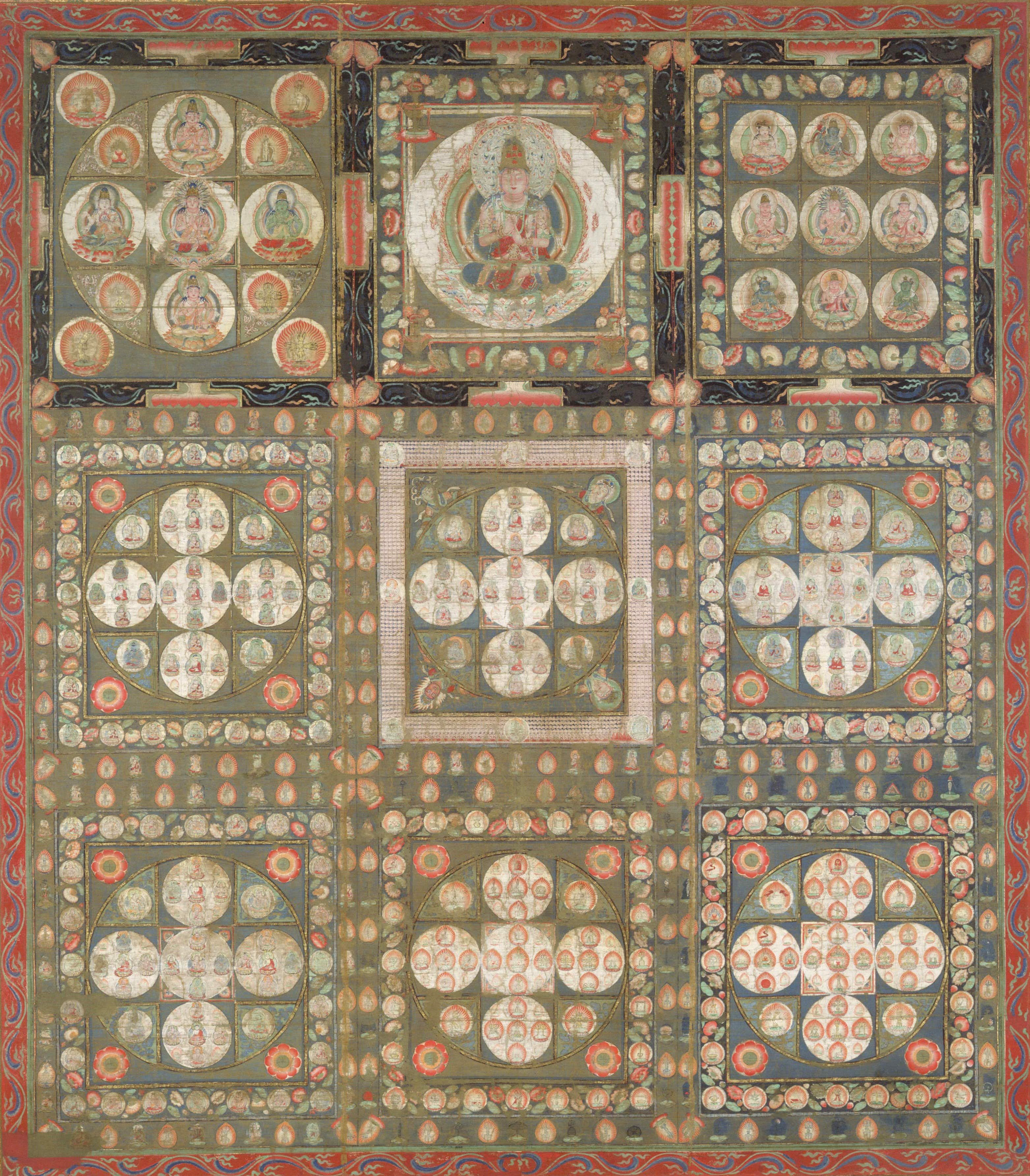
両界曼荼羅（真言院曼荼羅、西院曼荼羅）のうち金剛界曼荼羅

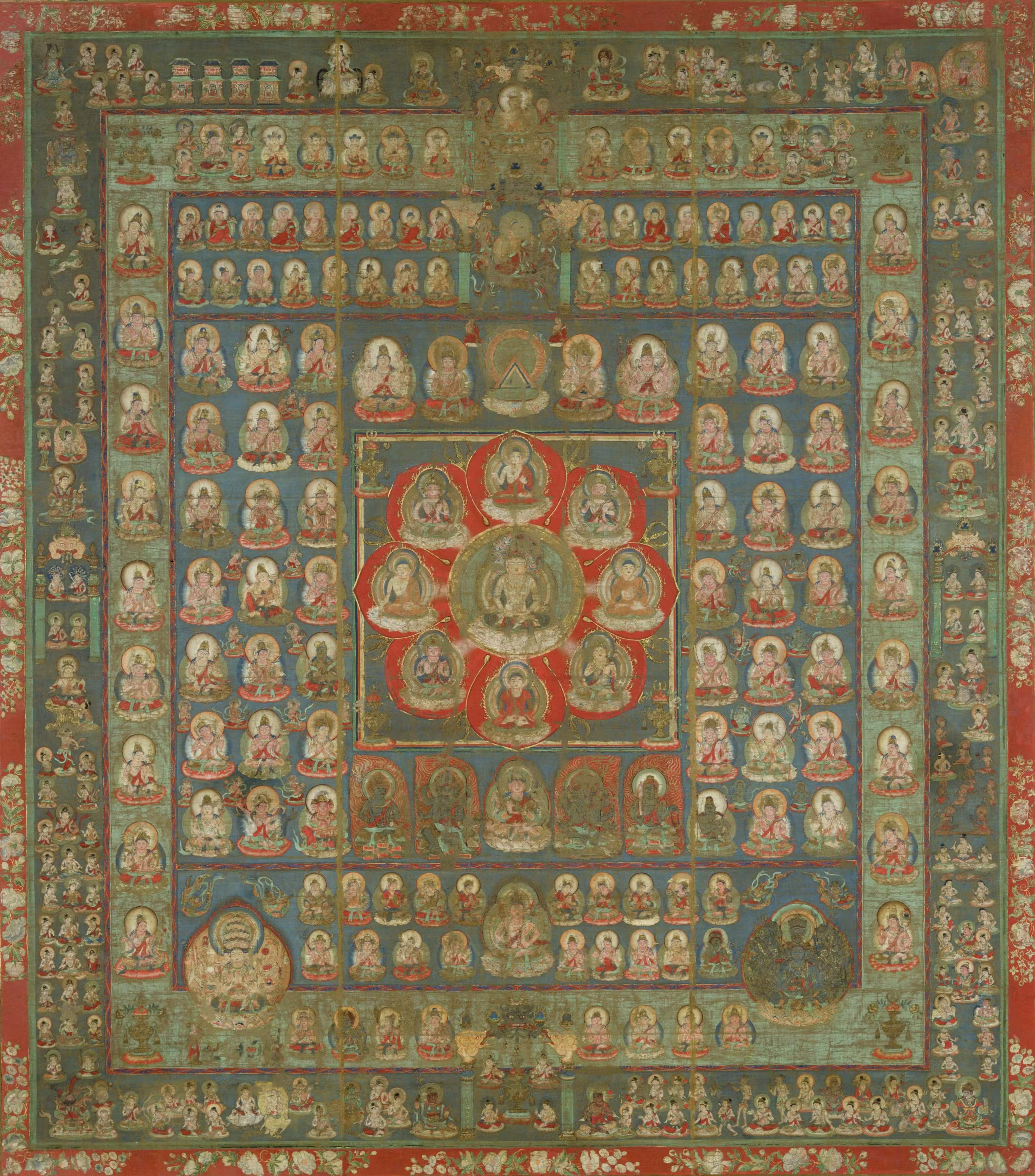
両界曼荼羅（真言院曼荼羅、西院曼荼羅）のうち胎蔵曼荼羅

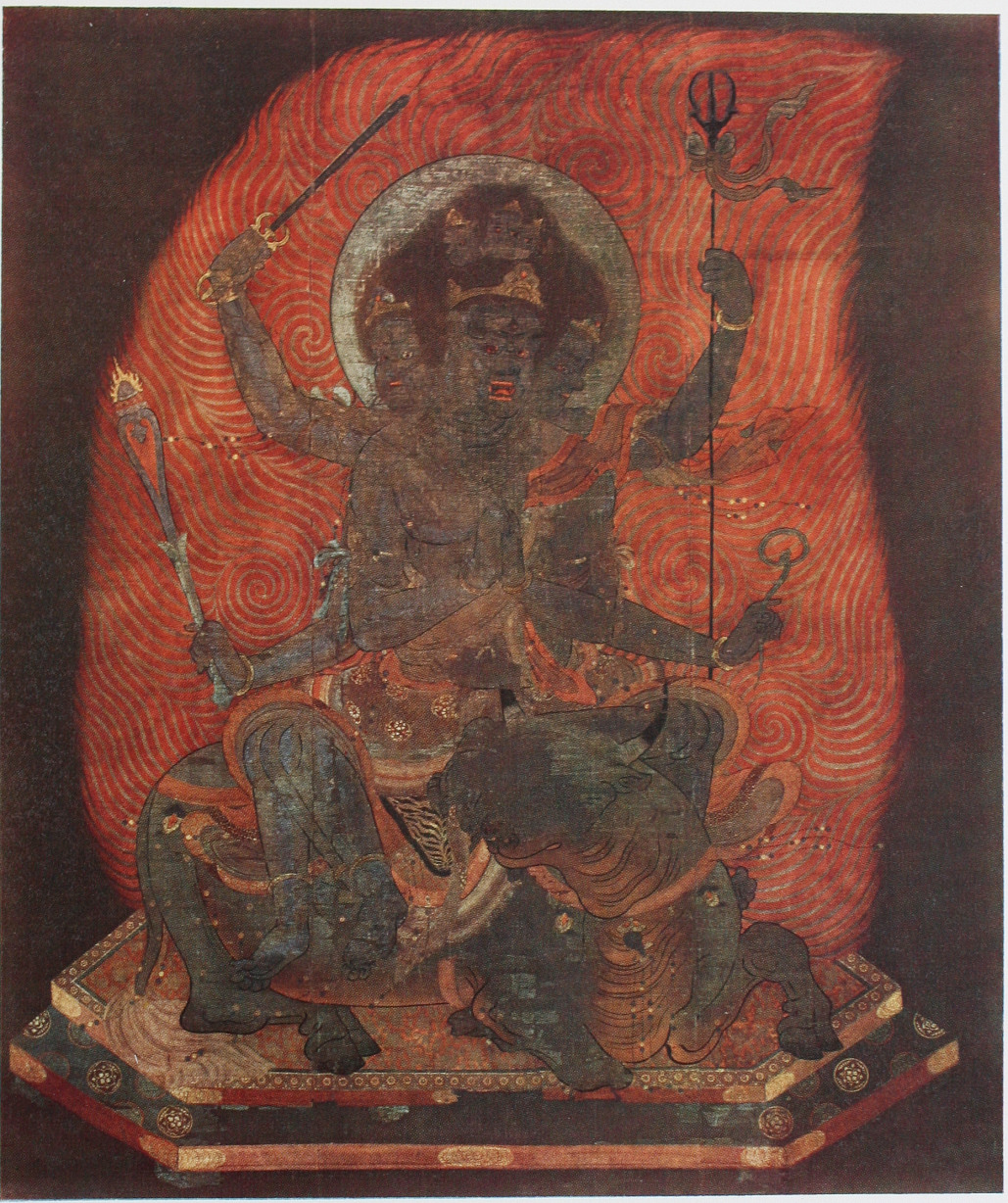
絹本著色五大尊像のうち大威徳明王

弘法大師筆尺牘（風信帖）（第一通）

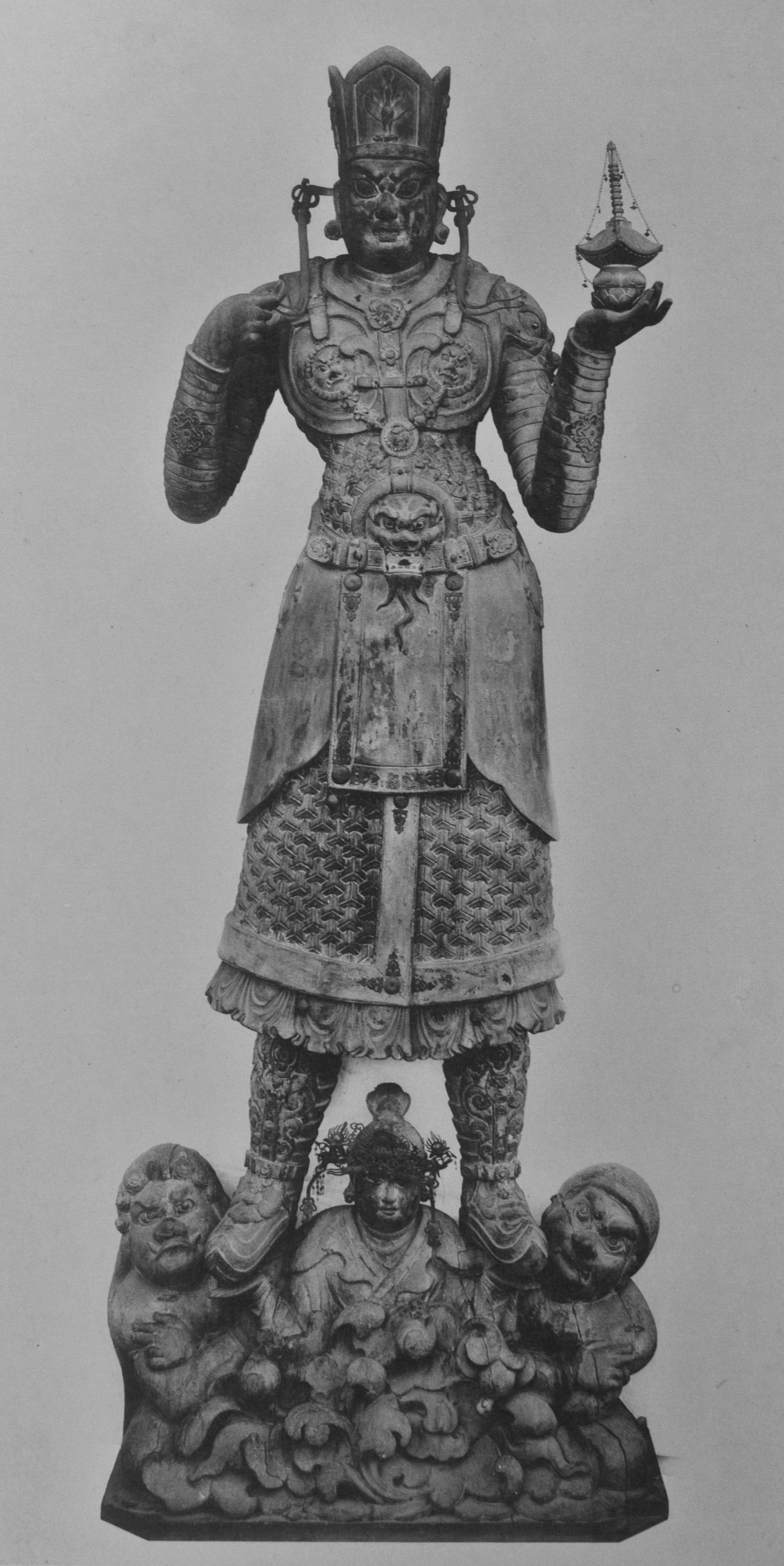
兜跋毘沙門天像

### 国宝
（建造物）
- 金堂
- 五重塔
- 大師堂（御影堂）
- 蓮花門
- 観智院客殿

（絵画）
- 絹本著色真言七祖像（絵画）：真言宗の祖師7人の肖像画。7幅のうち5幅は空海が唐から持ち帰ったもので、損傷甚大とはいえ、唐時代絵画の数少ない遺品としてきわめて貴重。
- 絹本著色五大尊像 - 宮中で正月の8日から14日までの間行われた後七日御修法（前述）の際に道場に掛けられた仏画。平安後期の作。
- 絹本著色両界曼荼羅（伝・真言院曼荼羅）：日本に伝わる両界曼荼羅のうち、もっとも著名なもの。鮮烈な色彩とインド風の濃い諸仏の官能的な肢体が特色。「西院曼荼羅」とも称する。平安時代初期（9世紀）の作。
- 絹本著色十二天像 六曲屏風一双：鎌倉時代、宅磨派の作。

（彫刻）
- 木造五大菩薩坐像 4躯（金剛薩埵・金剛法・金剛宝・金剛業）附 木造金剛波羅蜜菩薩坐像：講堂安置[注 8]
- 木造五大明王像（不動明王・降三世明王・大威徳明王・軍荼利明王・金剛夜叉明王 の5躯）：講堂安置
- 木造梵天・帝釈天像：講堂安置
- 木造四天王立像：講堂安置
- 木造不動明王坐像・天蓋：大師堂（御影堂）安置
- 木造弘法大師坐像（康勝作）：大師堂（御影堂）安置
- 木造兜跋毘沙門天立像：像高189.4cm。もと平安京の羅城門に安置されていたと伝わる像[27]。天元3年（980年）羅城門が倒壊したとき、何者かによって、瓦礫の中から掘り出され、東寺に運ばれたという。使われている木は、中国産の魏氏桜桃である。中国・唐時代の作。宝物館に安置。1968年の公開時に左手に持っていた宝塔（約24cm）が盗難に遭って不明となっており、2015年に行われた修理に合わせて宝塔の複製品が新たに作られ、2016年の春の特別展でほぼ半世紀ぶりに元の姿で公開された[27]。
- 木造僧形八幡神坐像1躯、女神坐像2躯、附・武内宿禰坐像：鎮守八幡宮安置。平安初期の作。日本の神像の最古作の1つ。

（工芸品）
- 密教法具（伝弘法大師将来。金銅金剛盤、金銅五鈷鈴、金銅五鈷杵）：唐時代
- 犍陀穀糸袈裟・横被（けんだこくし けさ・おうひ）（附:修多羅および組紐2条）：唐時代の染織工芸品。空海の請来品。
- 海賦蒔絵袈裟箱（かいぶまきえ けさばこ）：平安時代初期の漆工芸品。上記袈裟を収納するためのもの。
- 紫檀塗螺鈿金銅装舎利輦（したんぬりらでんこんどうそう しゃりれん）：舎利会（しゃりえ：仏陀の遺骨をたたえる年中行事）で用いるもので、神社の神輿に似ている。「紫檀塗螺鈿金銅荘」とは、黒漆塗に朱漆で木目を描き（紫檀塗）、螺鈿（貝殻を用いた装飾）と金銅（銅に金メッキしたもの）で飾ったという意味である。

（書跡・典籍、古文書）
- 弘法大師筆尺牘（風信帖）（こうぼうだいしひつせきとく・ふうしんじょう）：「尺牘」とは漢文体の手紙のこと。空海自筆の手紙3通を巻物に仕立てたもので、日本の書道史上きわめて貴重な作品である。1通目の手紙（最澄あて）の冒頭の「風信雲書」という句に因んで「風信帖」と通称される。
- 弘法大師請来目録：空海が唐から持ち帰った品の目録で、筆者は最澄である。
- 後宇多天皇宸翰東寺興隆条々事書御添状（ごうだてんのうしんかん とうじこうりゅうじょうじょうことがき おんそえじょう）-「宸翰」は「天皇の自筆」の意。弘法大師に帰依した後宇多天皇が、出家の翌年に東寺の発展を願って書き記したもの。
- 東宝記 12巻、1冊（附：目録1冊）：南北朝から室町時代に成立した、東寺の公式記録書。

### 重要文化財
（建造物）
- 講堂
- 慶賀門
- 東大門
- 南大門
- 北大門
- 北総門
- 宝蔵
- 灌頂院、同北門、同東門
- 五重小塔

（絵画）
- 絹本著色十一面観音像
- 絹本著色不空羂索観音像
- 絹本著色両界曼荼羅図（一括指定）
  - 絹本著色両界曼荼羅図残欠 2枚（甲本）附：曼荼羅断片及び軸板2枚、錦残欠等一括
  - 絹本著色両界曼荼羅図残欠 2枚（乙本）附：曼荼羅断片及び軸板2枚、錦残欠等一括
  - 絹本著色両界曼荼羅図 2幅（永仁本）
  - 絹本著色両界曼荼羅図 2幅（元禄本）附：絹本著色両界曼荼羅図断片一括
- 絹本著色両界曼荼羅図（敷曼荼羅）
- 紙本著色弘法大師行状絵詞 12巻
- 紙本墨画蘇悉地儀軌契印図（伝宗叡請来）
- 紙本墨画胎蔵曼荼羅略記 2巻
- 密教図像10点（火羅図 1幅、仁王経法本尊像 5幅、聖天像 1幅、大元帥明王像（六面八臂像）1幅、大元帥明王像（六面八臂像）1幅、大元帥明王像（四面八臂像）1幅、大元帥曼荼羅図（十八面三十六臂像）1幅、大元帥曼荼羅図（四面八臂像）1幅、請雨経曼荼羅図 1幅、六大黒天像 1幅）

（彫刻）
- 木造薬師如来及両脇侍像（金堂安置、本尊）（薬師如来像台座下に十二神将像がある） 中尊像内納入木札等に慶長八年、同九年、七条大仏師康正法印、治部法眼、左京法橋康猶、右京康英の銘がある
- 木造大日如来坐像（講堂安置） 像内に明応二年十一月廿七日、大仏師法眼康珍等の銘がある 附：金剛界四仏坐像
- 木造千手観音立像（旧食堂本尊） 白毫内に金製舎利容器を納める（附：檜扇（右脇手前膊内納入）元慶元年十二月墨書）
- 木造聖僧文殊（しょうそうもんじゅ）坐像（旧食堂安置）
- 木造地蔵菩薩立像（旧食堂安置）
- 木造四天王立像（焼損）（所在食堂）[28]
- 木造夜叉神立像 2軀[28]
- 木造観音菩薩・梵天・帝釈天立像（二間観音）
- 木造獅子狛犬 一対[29][30]
- 木造獅子（仏像台座の一部）[31]
- 木造五大虚空蔵菩薩像（伝恵運将来）（所在観智院）

（工芸品）
- 鈸子（ばっし）一対・銅鑼 1口 文保二年銘[32]
- 金銅大鋺（おおまり）2口・金銅鋺7口・金銅皿5枚・金銅鋺蓋8枚（附：金銅角蓋1枚）
- 金銅舎利塔
- 金銅鉢 5口
- 金銅羯磨 4口
- 刻文脇息
- 漆皮箱
- 水精念珠（附：黒漆独鈷文蒔絵合子 永徳二年銘）
- 法会所用具類（ほうえ しょようぐるい）：明細は後出。
- 木造彩色大壇

（書跡・典籍、古文書）
- 絹本著色弘法大師像 画賛（伝後宇多院宸翰）あり（談義本尊）
- 悉曇蔵 巻三、巻八 巻八に天慶五年の奥書
- 宋版一切経（うち和刻本7帖、補写本18帖）6,087帖
- 宋版大般若経（うち補写本9帖）642帖
- 大般若経 597巻（附 経帙残欠（題簽札3枚を含む）一括、経箱6合、竹帙3帙）[33][34]
- 大般若経（神泉苑寄進経）587帖
- 大仏頂陀羅尼 雍熙二年僧盛算伝得記
- 仏説灌頂経 12帖 巻第四、七に天平勝宝六年の奥書
- 本朝明匠略伝 下 文永十一年書写奥書
- 東寺観智院聖教類（しょうぎょうるい） 15,402件
- 弘法大師遺告（絹本）
- 後醍醐天皇塔供養御願文
- 舎利奉請文（3通）2巻、1幅[34][注 9]
- 庄園敷地施入状 後宇多院宸翰 2巻
- 東寺文書（645通） 96巻、77幅、21冊、26通、1鋪[35]
- 東寺霊宝蔵文書（236通） 8巻、27冊、200通、1鋪[28]
- 東寺学衆方評定引付 101冊[36]

（歴史資料）
- 東寺御影堂牛玉宝印板木[37]

（考古資料）
- 平安京古瓦 3箇（三彩釉鬼瓦、緑釉鐙瓦、緑釉宇瓦）

典拠：2000年（平成12年）までの指定物件については、毎日新聞社が2000年に刊行した『国宝・重要文化財大全 別巻』（所有者別総合目録・名称総索引・統計資料）による。

### 国指定史跡
- 教王護国寺境内：1934年（昭和9年）3月13日指定[39]。

### 京都府指定有形文化財
- 絹本著色不動明王三童子像（絵画）：2017年（平成29年）3月17日指定[40]。
- 絹本著色弘法大師像（観智院伝来）（絵画）：2017年（平成29年）3月17日指定[40]。
- 絹本著色弘法大師像（宝菩提院伝来）（絵画）：2017年（平成29年）3月17日指定[40]。

### 京都市指定有形文化財
- 梵鐘（工芸品）：2007年（平成9年）4月1日指定[41]。

### 関連文化財

#### 旧蔵の国宝・重要文化財
以下は東寺旧蔵で第二次大戦後に寺の所有を離れた国宝・重要文化財である（国宝・重要文化財指定後に寺を離れたものに限る）。
（国宝）
- 絹本著色十二天像 12幅（京都国立博物館蔵）：平安時代後期の色彩華麗な仏画。
- 絹本著色山水屏風（せんずいびょうぶ）（京都国立博物館蔵）：密教の儀式の際、道場に立てられた屏風。平安時代後期。
- 牛皮華鬘（ごひけまん）（奈良国立博物館蔵）
- 後宇多院宸記（国立歴史民俗博物館蔵）
- 三宝絵詞（東京国立博物館蔵）
- 入唐求法巡礼行記（岐阜県・法人蔵）：円仁著の写本。
- 類聚名義抄（天理大学蔵・天理大学附属天理図書館保管）

（重要文化財）
- （京都国立博物館蔵）木造十二天面 7面
- （奈良国立博物館蔵）七大寺日記
- （国立歴史民俗博物館蔵）後醍醐院消息
- （MOA美術館蔵）絹本著色吉祥天曼荼羅図（旧称：求聞持曼荼羅図）、絹本著色童子経曼荼羅図、諸尊図像、伝法正宗定祖図、九曜星図像、仁王経法図像、太元明王図像、白描曼荼羅集、星曼荼羅図残欠、白銅水瓶、彩絵曲物笥、黒漆螺鈿礼盤、雑伎彩絵唐櫃
- （天理大学附属天理図書館蔵）古文尚書巻第十一、世俗諺文上巻、類聚三代格巻第三、作文大躰、古文孝経、蒙求 康永四年書写、蒙求 建永元年及建保六年奥書、文選巻第廿六
- （岐阜県・法人蔵）絹本著色閻魔天像、絹本著色愛染明王像、絹本著色宝楼閣曼荼羅図、雲龍図 円山応挙筆、銅造菩薩立像
- （愛知県・法人蔵）絹本著色仏眼曼荼羅図、絹本著色普賢延命像
- （兵庫県・個人蔵）絹本著色八字文殊菩薩及び八大童子・善財童子像

#### 東寺伝来文書
東寺伝来の文書群のうち、下記が国宝・重要文化財に指定されている。東寺百合文書（ひゃくごうもんじょ）以下3件は第二次世界大戦後に京都府庁および京都大学に譲渡されたもの。滋賀県庁所有分は江戸時代に流出したものである。
- 東寺百合文書（京都府立京都学・歴彩館蔵、国宝、世界記憶遺産）
- 東寺観智院伝来文書典籍類（京都府立京都学・歴彩館蔵、重要文化財）
- 教王護国寺文書（京都大学総合博物館蔵、重要文化財）
- 東寺文書（滋賀県立琵琶湖博物館蔵、重要文化財）

## 行事

### 弘法市（弘法さん）
毎月21日は弘法大師の縁日とされ「弘法市」が開かれる。この市は俗に「弘法さん」と呼ばれて親しまれており、特に12月21日の「終い弘法」と1月の「初弘法」は多くの人々でにぎわう。

### 年中行事
- 1月3日：修正会
- 1月8 - 14日：後七日後修法
- 1月21日：初弘法
- 3月：春の彼岸会
- 6月15日：降誕会
- 8月15日：献灯法要
- 9月：秋の彼岸会
- 11月15日：鎮守八幡菩薩会
- 12月21日：終い弘法

## ご詠歌
- 東寺のご詠歌：身は高野（たかの）、心は東寺に納めおく、大師の誓いあらたなりけり
- 弘法大師 ：空海の こころのうちに 咲く花は 弥陀よりほかに 知るひとぞなき
- 洛陽三十三所：洛陽や たつねめぐりて まいるらん たれに東寺の うちのかんのん
- 大日如来 ：ひのめぐみ つみとがのゆき きえはてて あまねくてらす みとやなるらん
- 薬師如来 ：輪王の 深き誓いの 護国寺に 瑠璃の御法（みのり）の 声ぞ絶えせぬ

## 前後の札所
洛陽三十三所観音霊場
22 城興寺 - 23 東寺 - 24 長圓寺
真言宗十八本山
8 泉涌寺 - 9 東寺 - 10 勧修寺
西国愛染十七霊場
7 大聖寺 - 8 東寺 - 9 覚性律庵
京都十三仏霊場
11 隨心院 - 12 東寺 - 13 法輪寺
京都十二薬師霊場
1 平等寺 - 2 東寺 - 3 水薬師寺
都七福神（毘沙門天）
神仏霊場巡拝の道
83 城南宮 - 84 東寺 - 85 善峯寺

## アクセス
- 東寺駅（近鉄京都線）徒歩10分。
- 京都駅八条口から徒歩15分。
- バス

- 京都駅前バス停から

- B3乗り場から京都市営バス208号系統水族館西大路駅行きで東寺南門前下車
- C4乗り場から京都市営バス42号系統洛西口駅前行きで東寺東門前下車（1時間に1本程度）
- C4乗り場から京都市営バス16号系統南区総合庁舎方面行きで東寺西門前下車（1時間に2本程度）
- C4乗り場から京都市営バス19号系統横大路車庫行きで東寺南門前下車（1時間に1本程度）

- 京都駅八条口から

- F1乗り場から京都市営バス71号系統・特71号系統松尾橋行きで東寺東門前下車（日中は1時間に2本程度）
- F1乗り場から京都まちづくり交通研究所（京都市営バスが受託運行）「東寺・梅小路エクスプレス」で東寺東門前下車（土曜・休日のみ運行・1時間に4本程度）
- G1乗り場から京都市営バス16号系統南区総合庁舎方面行きで東寺西門前下車（1時間に2本程度）
- G1乗り場から京都市営バス19号系統横大路車庫行きで東寺南門前下車（1時間に1本程度）
- H6番乗り場から京阪バス26号経路京阪淀駅行きで東寺南門下車（1日2往復のみ）

- 大宮駅（阪急京都本線）前「四条大宮」バス停から

- 3乗り場から京都市営バス18号系統久我石原町行きで東寺東門前下車（1時間に2本程度）
- 3乗り場から京都市営バス特18号系統久世橋東詰行きで東寺東門前下車（1時間に1本程度・平日は1時間に1～2本）
- 3乗り場から京都市営バス71号・特71号系統京都駅八条口行きで東寺東門前下車（日中は1時間に2本程度）
- 3乗り場から京都市営バス207号系統東寺・東福寺方面行きで東寺東門前下車（10分前後おき）

- 淀駅（京阪本線）前バス停から

- 京阪バス26号経路京都駅八条口行きで東寺南門下車（1日2往復のみ）